# Polizei Berlin

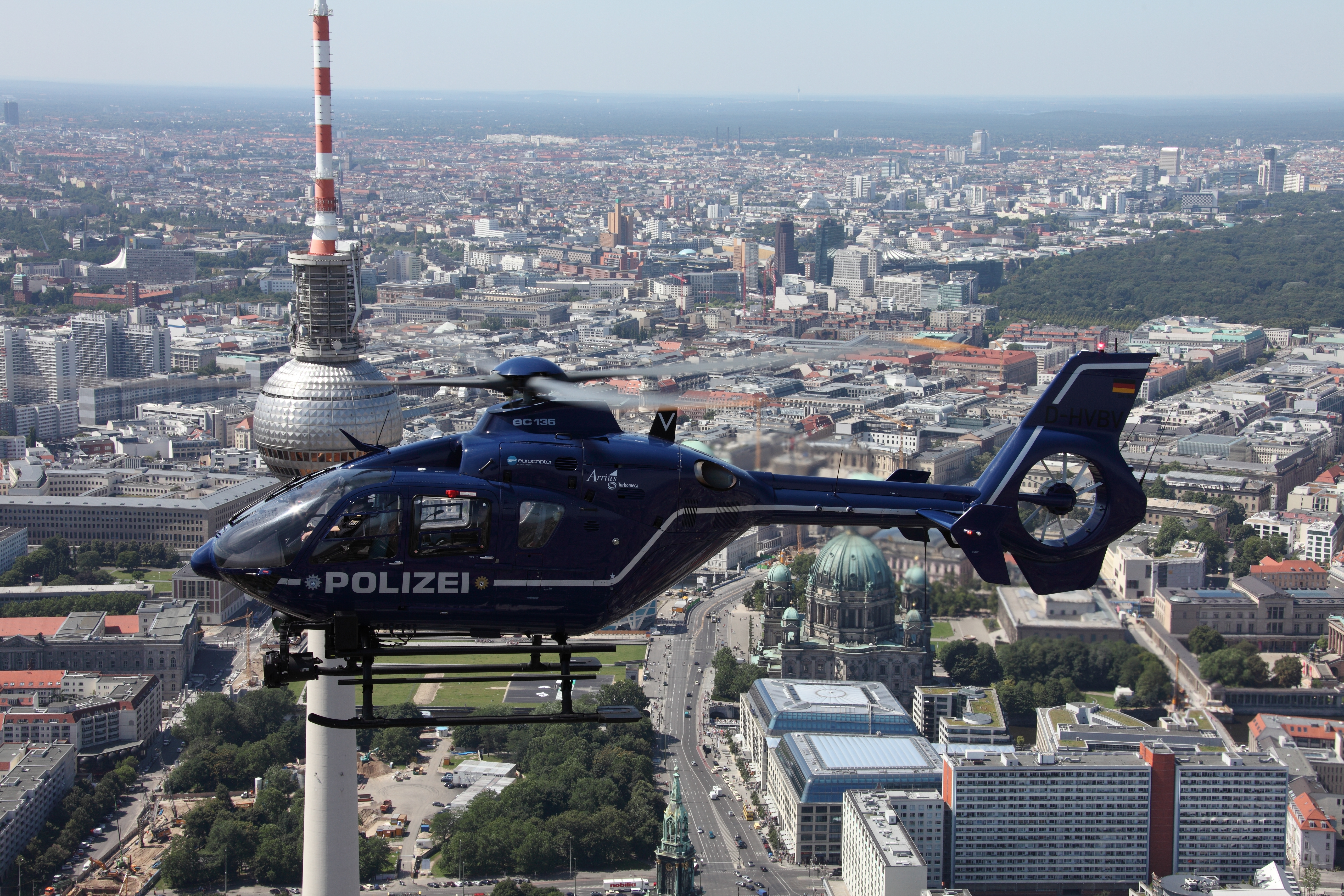
Polizeihubschrauber Pirol Berlin über Berlin

Die Polizei Berlin (bis April 2021: Der Polizeipräsident in Berlin) ist die Polizei des Landes Berlin.
Die Landespolizeibehörde wird durch die Polizeipräsidentin Barbara Slowik Meisel geleitet und beschäftigt über 27.000 Bedienstete, davon rund 18.500 im Polizeivollzugsdienst und circa 3.000 in der Verwaltung. Die Gesamtausgaben für die Polizei in Berlin belaufen sich auf fast 2,0 Milliarden Euro pro Jahr (Stand: 2023).
Die Behörde ist der Senatsverwaltung für Inneres und Sport unterstellt. Die Aufgaben und Befugnisse der Berliner Polizei sind im Allgemeinen Sicherheits- und Ordnungsgesetz (ASOG Bln) normiert.

## Geschichte

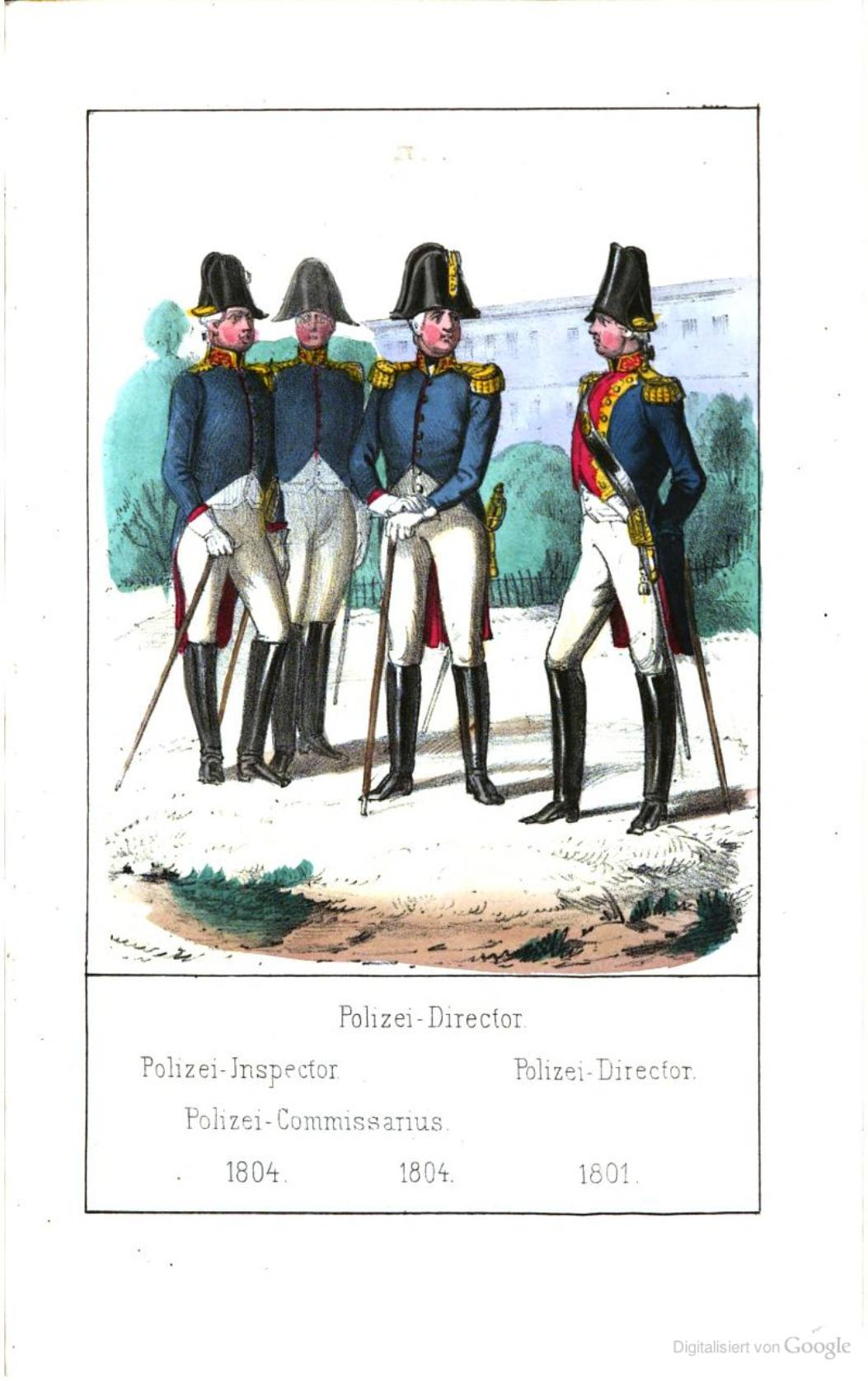
Uniformen der Beamten des Polizei-Direktoriums, um 1804

Bereits 1718 richtete der Magistrat von Berlin das Amt des Policey-Inspektors mit vier bis fünf Untergebenen ein, der vor allem für Brandschutz, Nachtwache und Gewerbeaufsicht zuständig war. Spätestens ab 1769 existierte ein Polizeidirektorium mit Abteilungen für eigentliche Polizeisachen (Ordnungspolizei und Marktaufsicht), Baupolizei, Gewerbepolizei und Gesindesachen (Feuerwehr, Nachtwache).

### Königlich Preußisches Polizeipräsidium zu Berlin (1809–1850)
Am 25. März 1809 wurde das Königlich Preußische Polizeipräsidium zu Berlin gegründet. Der preußische König Friedrich Wilhelm III. ernannte für die Haupt- und Residenzstadt Berlin Karl Justus Gruner (ab 1815: von Gruner) zum Polizeipräsidenten. Im Jahre 1811 wurde der Direktor des Berliner Stadtgerichts Diederich Friedrich Carl von Schlechtendal zum Nachfolger Gruners ernannt. Das sechsköpfige Exekutivpersonal der Criminal-Deputation beim Stadtgericht – ein Kriminalinspektor, drei Kriminalkommissare und zwei Kriminalsekretäre – wurde in das Polizeipräsidium überführt und damit die Berliner Kriminalpolizei gegründet.
Am 23. Juni 1848 ordnete König Friedrich Wilhelm IV. die Gründung der Königlichen Schutzmannschaft zu Berlin an.

„Allerhöchste Kabinettsordre: Auf den Bericht des Staats-Ministerii vom 19. Juni genehmige ich hierdurch; daß anstatt der bisherigen uniformirten Exekutiv-Polizei (in Berlin) zur Aufrechterhaltung der Sicherheit und Ordnung eine Schutzmannschaft, bestehend aus einem Oberst, fünf Hauptleuten, zweihundert Wachtmeistern und achtzehnhundert Schutzleuten (einschließlich vierzig berittene) mit allen Rechten und Pflichten der Staatsbeamten provisorisch und bis zur definitiven Reorganisation des Polizeiwesens gebildet werde. Sans-Souci, den 23. Juni 1848, gez. Friedrich Wilhelm, ggez. Camphausen v. Auerswald“

Diese Schutzmannschaft gilt als Vorläufer der Schutzpolizei. Am Tage der Gründung wurde der Berliner Polizeipräsident Julius Rudolph Ottomar Freiherr von Minutoli von Heinrich Moritz Albert von Bardeleben abgelöst, der seinerseits im November 1848 von Carl Ludwig Friedrich von Hinckeldey abgelöst wurde.

Eugen von Puttkamer, Polizeipräsident von 1839 bis 1847, Foto um 1870

Die Aufgabe der Schutzmannschaft war der Straßenaufsichtsdienst und das Vorgehen in „geschlossener Masse“. Hierbei wollte man so zivil als möglich auftreten, da sich der übertrieben harte Einsatz der Garderegimenter wie bei den März-Unruhen nicht wiederholen sollte. Daher wurde eine bewusst sehr zivile Uniform nach Vorbild der Londoner Polizei gewählt. Man trug einen dunkelblauen Gehrock, graue Hosen und einen schwarzen Zylinderhut. Die Stickereien an den Stehkragen der Offiziere hatte der König selbst entworfen. Die Bewaffnung bestand aus einem neupreußischen Infanteriesäbel mit Bügel, die Berittenen trugen einen Säbel mit Korb und eine Steinschlosspistole. Der Gebrauch des Säbels war nur in Fällen von Notwehr erlaubt.
Steinschlosspistolen und Perkussionsgewehre für alle Schutzmänner wurden im Präsidium nur für Notfälle vorrätig gehalten. Einstellungsvoraussetzungen waren Unbescholtenheit, Ordentlichkeit und Wehrhaftigkeit. Vorheriger Wehrdienst war nicht erforderlich, jedoch ein mehrjähriger Wohnsitz in Berlin bzw. Besitz des Bürgerrechts und Fertigkeiten im Schreiben. Das Höchstalter bei der Einstellung betrug 40 Jahre.
Ausriss aus der Bekanntmachung des Polizeipräsidenten v. Bardeleben vom 23. Juli 1848:

„[…] Je freier ein Volk ist, desto unerschütterlicher muß die Macht des Gesetzes feststehen und desto kräftiger Organe sind zu dessen Schutz und Vollziehung in Thätigkeit zu setzen. […] Weit entfernt davon, die Freiheit des Bürgers beeinträchtigen oder das ängstliche Bevormundungssystem des Polizeistaates zurückführen zu wollen, soll es nur der Wächter und Vorkämpfer des Gesetzes sein. Es werden aber die Schutzmänner ihre schwere Aufgabe zu lösen nur dann im Stande sein, wenn sie in dem Vertrauen ihrer Mitbürger, aus deren Mitte sie hervorgegangen und für deren Interesse zu wirken sie berufen sind, einen kräftigen Stützpunkt finden.“

### Revier-, Verkehrs- und Schutzpolizei (1850–1945)

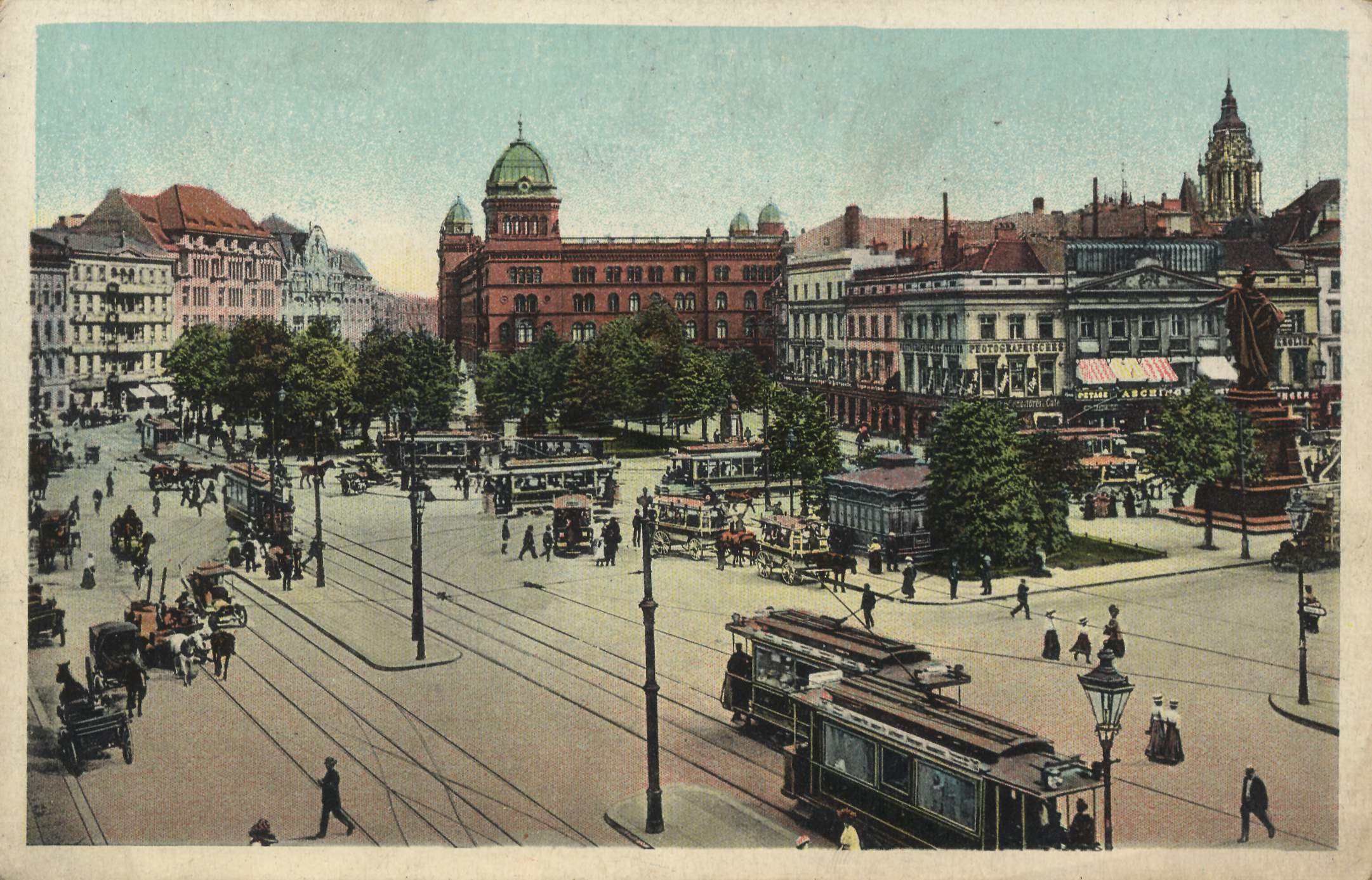
Das Polizeipräsidium am Alexanderplatz um 1900 (rotes Gebäude)

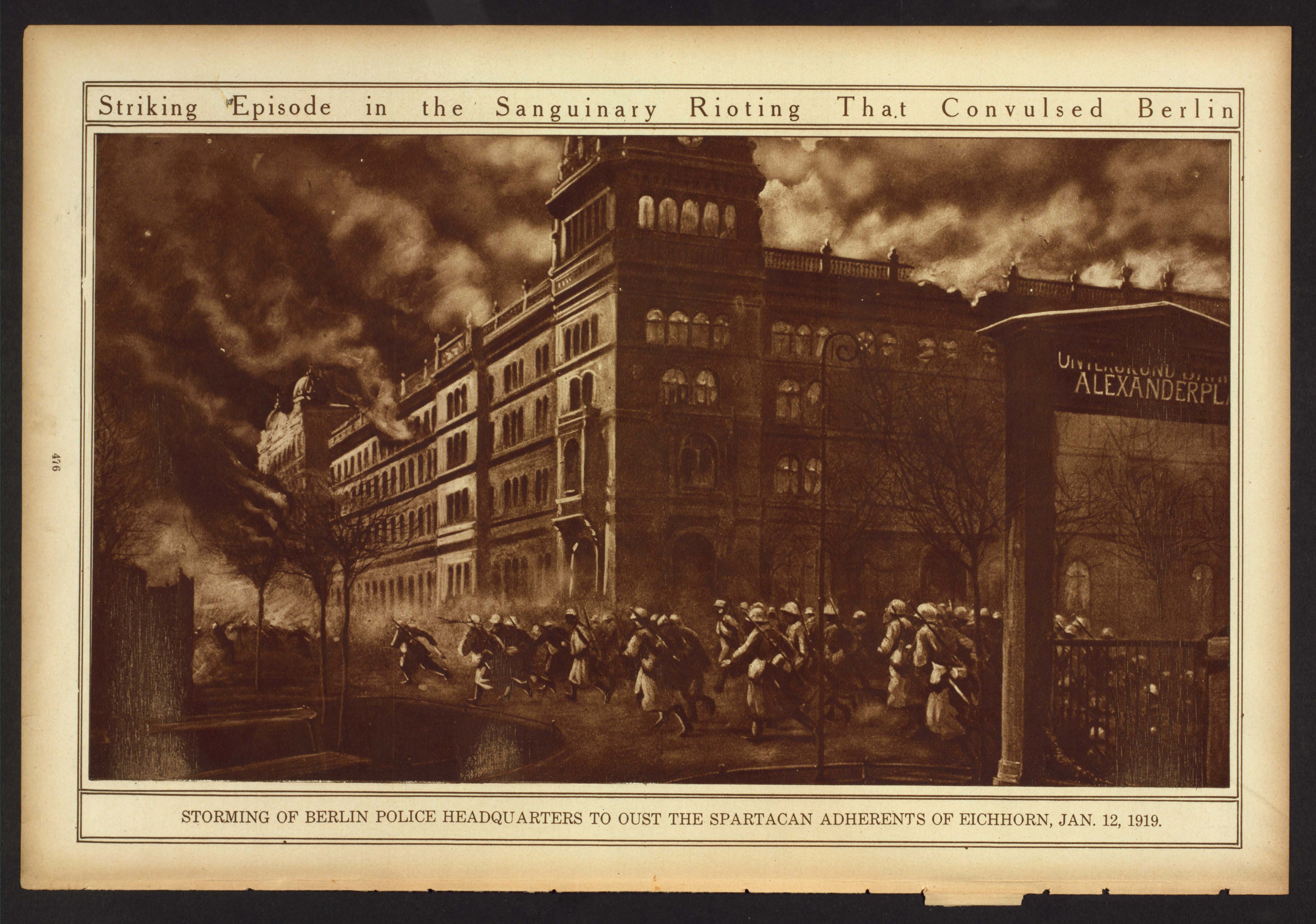
Erstürmung des Polizeipräsidiums am 12. Januar 1919 zur Vertreibung der spartakistischen Anhänger des Polizeipräsidenten Eichhorn, The New York Times. Der Spartakusaufstand wurde von Freikorps blutig niedergeschlagen.

Neben der Schutzmannschaft und der örtlichen Revierpolizei (vereinigt 1850) entstanden in den folgenden Jahren bis 1854 die ersten überörtlichen Fachhauptmannschaften, so zum Beispiel die Kriminal-, Sitten- oder auch die Marktpolizei. Aus Letzterer entstand der heutige Gewerbeaußendienst.
Mehrere gewaltsame Proteste in den 1860er und 1870er Jahren, unter anderen 1863 die sogenannten Moritzplatz-Krawalle, 1869 den Moabiter Klostersturm und 1872 die Blumenstraßenkrawallen, konnte die Berliner Polizei ohne Unterstützung durch die Armee (Preußische Armee bzw. ab 1871 Deutsches Heer) beenden.
Die Einführung des Gefangenentransportwesens wurde 1866 vorgenommen. Es handelte sich in erster Linie um einen grünen Pferdefuhrwerkswagen mit Luftschlitzen, der später im Volksmund „Grüne Minna“ genannt wurde. Im Jahre 1873 entstand wegen des zunehmenden Berliner Straßenverkehrs die Verkehrspolizei. Um besser sichtbar zu sein, trugen die Beamten der Verkehrspolizei bis um 1930 weiße Armbinden, dann weiße Tschakos oder Mützen und Mäntel. Daher wurden sie im Volksmund „Weiße Mäuse“ genannt. 1902 wurde eine Mordkommission bei der Berliner Polizei gegründet.
Im Zuge der Novemberrevolution wurde am 9. November 1918 Emil Eichhorn als erster Berliner Polizeipräsident nach dem Ende der Monarchie eingesetzt. Die noch junge Regierung, die Wirren der Revolutionstage, und das entstandene exekutive Machtvakuum erforderten einen Schutz der Regierung und des Parlaments durch verstärkte und paramilitärische Polizeikräfte. Eichhorn wurde am 3. Januar 1919 von Friedrich Ebert abgesetzt, weil er nicht gegen die im Stadtschloss untergebrachte Räterepublik-freundliche Volksmarinedivision vorgehen wollte. Von Januar 1919 bis März 1920 war Eugen Ernst Polizeipräsident in Berlin, ein Mitglied der Weimarer Nationalversammlung.

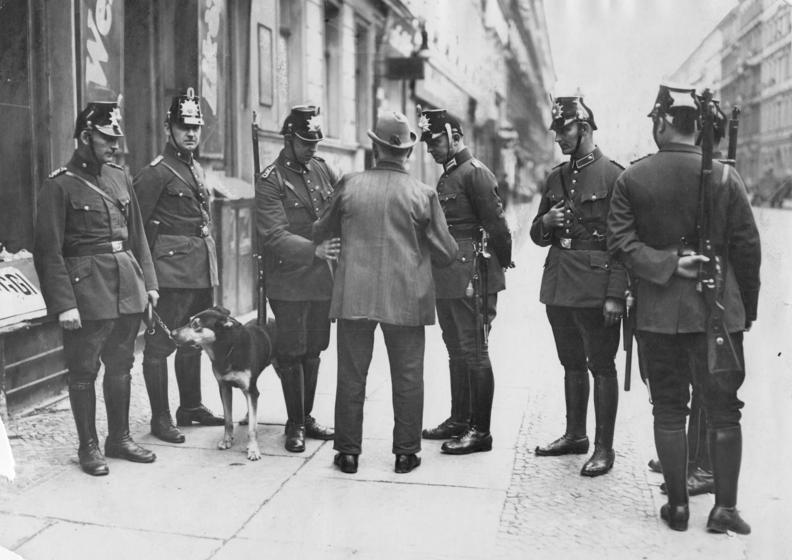
Razzia im Wedding, 1931

Während der Weimarer Republik wurde die nun rund 15.000 Mann starke Polizei in Berlin neu organisiert und gab ihre militärische Gliederung auf. 1920 wurde die Schutzpolizei gegründet. Nach dem Scheitern des Kapp-Putsches am 17. März 1920 wurden reaktionäre Offiziere, darunter der Kommandeur der Schutzpolizei Dietrich Georg Milchling von Schönstadt und sein Stabschef Oberst Arens, aus dem Dienst entfernt und durch regierungstreue ersetzt. Im Zuge dessen wurde der Militärhistoriker Kurt von Priesdorff am 23. März 1920 erst zum Polizeidezernenten und Geheimrat (Kommandeur), und kurz darauf zum Inspekteur der Berliner Sicherheitspolizei (SiPo) berufen.
1926 wurden die ersten Frauen bei der Berliner Polizei eingestellt. Unter der Führung von Polizeipräsident Albert Grzesinski (SPD) und dem Vizepolizeipräsidenten Bernhard Weiß (DDP) war der Berliner Apparat einer der wenigen Polizeibehörden, die konsequent gegen gewaltsame Aktivitäten der KPD und der NSDAP vorgingen. Auf Grzesinski folgte Karl Zörgiebel auf das Amt des Polizeipräsidenten, bis zu dessen einstweiligen Versetzung in den Ruhestand im November 1930 nach Kontroversen um den tödlichen Einsatz zum Blutmai 1929. Mit dem Preußenschlag im Jahr 1932 wurden allerdings demokratische Führungspersönlichkeiten der Berliner Polizei wie Weiß gewaltsam aus ihren Ämtern gedrängt.
Am 15. Februar 1933 wurde Magnus von Levetzow zum Polizeipräsidenten von Berlin ernannt und im Juli 1935 durch Wolf-Heinrich Graf von Helldorff ersetzt. In der NS-Zeit wurden alle deutschen Landespolizeien aufgelöst und dem Reichsführer SS Heinrich Himmler direkt unterstellt. Alle aktiven Mitglieder demokratischer Parteien wurden aus dem Polizeidienst entlassen. Die verschiedenen Polizeitruppenverbände beteiligten sich direkt an den Verbrechen der Nationalsozialisten.

### Geteilte Stadt (1945–1990)

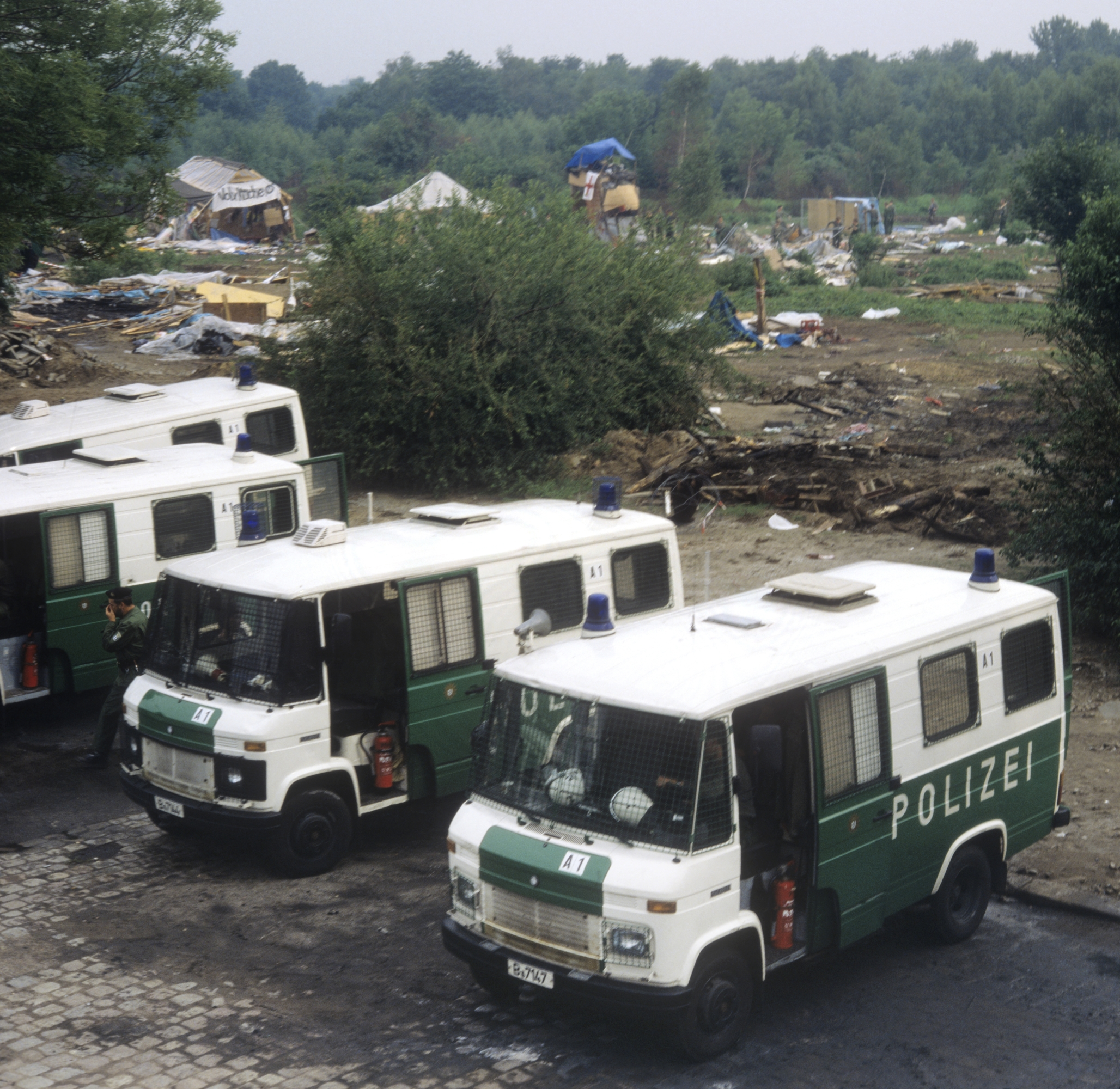
West-Berliner Einsatzwagen in grün-weißer Lackierung, 1988

Nach Kriegsende unterstand die Berliner Polizei zunächst ausschließlich der sowjetischen Besatzungsmacht (SMAD). Zum ersten Polizeipräsidenten nach Kriegsende ernannte sie den früheren Major der Wehrmacht Paul Markgraf, der 1945 Mitglied der KPD, dann der SED geworden war. Im Juli 1948 suspendierte der Berliner Magistrat unter Louise Schroeder ihn wegen willkürlicher Handlungen und ersetzt ihn durch Johannes Stumm. Die SMAD beließ Markgraf jedoch im Amt, woraufhin Stumm seinen Sitz im amerikanischen Sektor nahm. Mit der Spaltung der Berliner Polizei in eine für die Westsektoren und eine für den sowjetischen Sektor, die „Volkspolizei“, begann Ende Juli 1948 die Teilung Berlins.
In den Westsektoren wurde im selben Jahr eine Wachpolizei von 2000 bis 3000 Mann Personalstärke aufgestellt. Es waren rund 13.000 Mitarbeiter beschäftigt. Im sowjetischen Sektor dagegen entstanden Polizeieinheiten paramilitärischen Charakters, denen später die Abschnittsbevollmächtigten, die Freiwilligen Helfer der Volkspolizei und die Ordnungsgruppen der FDJ angehörten. Ab Mitte der 1950er Jahre wurden die zivilen Dienstränge militärisch bezeichnet.

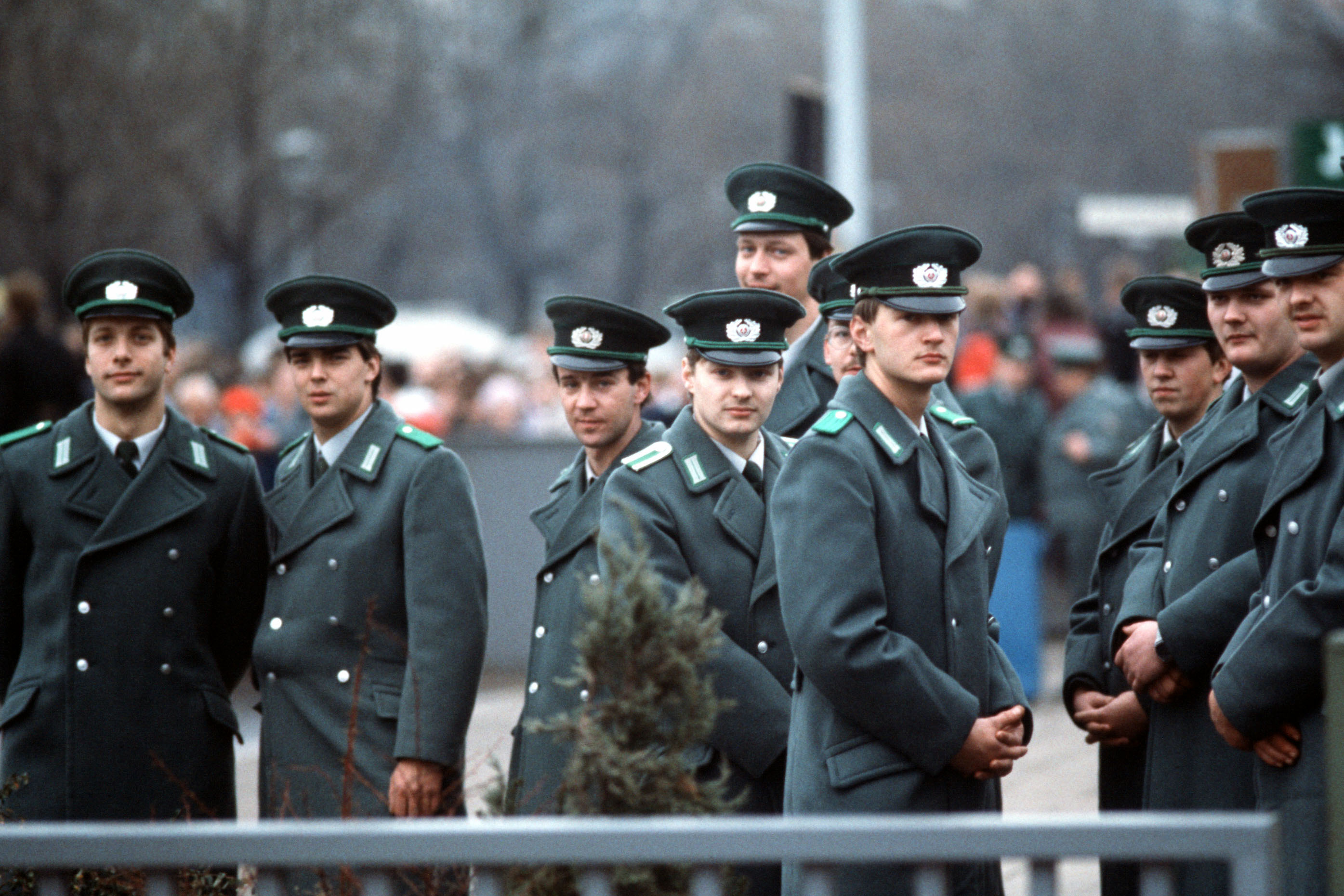
Volkspolizisten der DDR

Im Zuge der Studentenbewegungen und Demonstrationen der späten 1960er Jahre wurden die internen Polizeistrukturen in West-Berlin liberalisiert. Zwischen 1972 und 1976 wurden im Rahmen einer Reform der Schutzpolizei die bisher 113 West-Berliner Polizeireviere zu 27 neuen Abschnitten zusammengelegt. 1977 wurde die bislang blaue Dienstuniform ausgemustert und durch die neue beige-grüne Standarduniform der westdeutschen Schutzpolizeien ersetzt.
Mit dem Gesetz über die Freiwillige Polizei-Reserve (FPR) vom 25. Mai 1961 wurde im Westteil der Stadt, insbesondere als Reaktion auf die bewaffneten Kampfgruppen der Arbeiterklasse im Ostteil, eine Organisation geschaffen, in der sich Berliner Bürger ehrenamtlich für die Sicherheit ihrer Stadt engagieren konnten. Wegen der erforderlichen Beurlaubung für Grundausbildung und einwöchige Wiederholungsübungen bestand die Freiwillige Polizeireserve vor allem aus männlichen Mitgliedern des öffentlichen Dienstes. Die Grundausbildung umfasste zwei Wochen. Ausgebildet wurde an Karabiner, Pistole und Maschinenpistole, verbunden mit ausführlicher Belehrung über die Waffengebrauchsbestimmungen. Geübt wurde der Einsatz gegen Demonstranten sowie der Häuserkampf. Aufgabe der Freiwilligen Polizeireserve war vor allem der Objektschutz im Krisenfalle. Jedes Mitglied wurde einem bestimmten Objekt zugeteilt.

### Wiedervereinigtes Berlin (seit 1990)

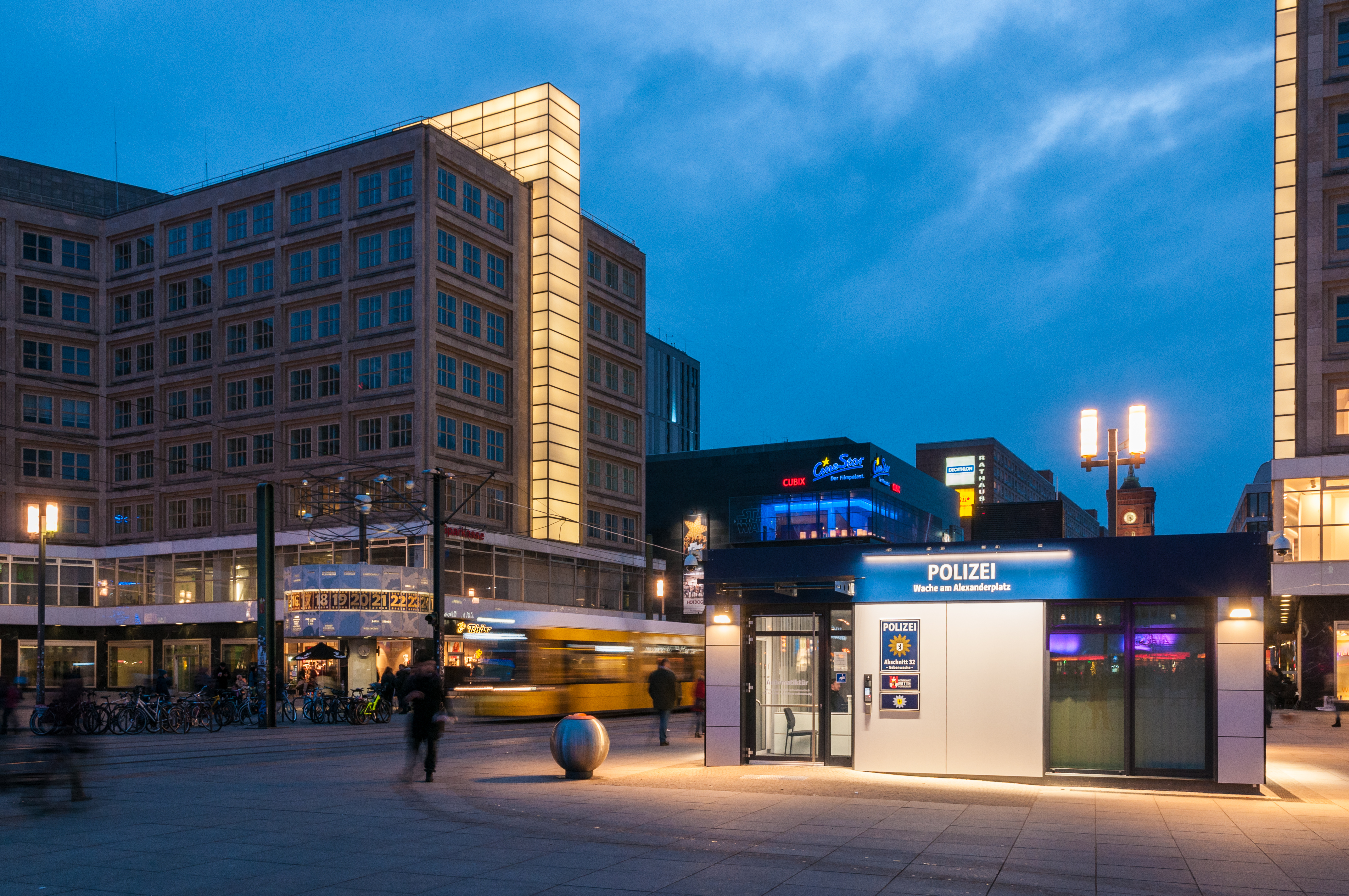
Wache am Alexanderplatz, 2018

Nach dem Mauerfall übernahm der in West-Berlin amtierende Polizeipräsident Georg Schertz die Polizeihoheit über ganz Berlin. Die 20.000 Mitarbeiter der Polizei im Westteil Berlins und die 12.000 Mitarbeiter aus dem Ostteil wurden durchmischt. Im ehemaligen Ost-Berlin wurden zwei weitere örtliche Direktionen gebildet, womit Berlin nun in insgesamt sieben örtliche Direktionen untergliedert war, die später auf sechs reduziert wurden.
Im Jahr 1992 wurde die Arbeitsgruppe Polizeiliche Zusammenarbeit Berlin/Brandenburg mit dem Ziel eingesetzt, insbesondere die polizeiliche Zusammenarbeit der beiden Polizeien zu verbessern. Die Arbeitsgruppe tritt mindestens zweimal im Jahr zusammen.
Aus der Freiwilligen Polizeireserve ging 1999 der Freiwillige Polizeidienst hervor, der aus Kostengründen 2002 eingestellt wurde.
Im Mai 2005 wurde die Internetwache der Berliner Polizei eröffnet. Anfang 2010 wurde in Berlin begonnen, bei Uniformen und Fahrzeugen auf die bundeseinheitliche Farbe Blau umzustellen. 2011 wurde die Kennzeichnungspflicht für Polizisten eingeführt. Bei Neuanstellungen beträgt der Anteil von Deutschen, die aus Einwandererfamilien stammen seit 2014 über 20 Prozent.
Für das Parken von Polizeifahrzeugen in öffentlichen Parkraumzonen mussten Polizisten vor dem 27. Juni 2013 Parkgebühren entrichten, sofern es sich nicht um einen Einsatz mit Sondersignal handelte. Dies führte u. a. zu öffentlichen Sammelaktionen für Parktickets sowohl unter Polizeiangehörigen wie auch in der Berliner Bevölkerung. Seit einer bis zum 30. Juni 2016 gültigen Ausnahmeregelung ist das Parken kostenfrei.
Erstmals in der Geschichte der Berliner Polizei, übernahm am 10. April 2018 mit Barbara Slowik-Meisel eine Frau das Amt des Polizeipräsidenten.

### Liste der Polizeipräsidenten

#### Berlin 1809–1920
- 1809–1811: Justus von Gruner

Ludwig von Windheim, 1895

- 1811–1812: Diederich Friedrich Carl von Schlechtendal
- 1812–1821: Paul Ludwig Le Coq
- 1822–1831: Ludwig Wilhelm von Esebeck
- 1831–1832: Friedrich Wilhelm Karl von Arnim
- 1832:–9999 August Wilhelm Francke
- 1832–1839: Karl von Gerlach
- 1839–1847: Eugen von Puttkamer
- 1847–1848: Julius von Minutoli
- 1848:–9999 Moritz von Bardeleben
- 1848–1856: Karl Ludwig Friedrich von Hinckeldey
- 1856–1861: Constantin von Zedlitz-Neukirch
- 1861–1862: Leopold von Winter
- 1862–1867: Otto von Bernuth
- 1867–1872: Lothar von Wurmb
- 1872–1885: Guido von Madai
- 1885–1895: Bernhard von Richthofen
- 1895–1902: Ludwig von Windheim
- 1903–1908: Georg von Borries
- 1908–1909: Ernst von Stubenrauch
- 1909–1916: Traugott von Jagow
- 1916–1918: Heinrich von Oppen
- 1918–1919: Emil Eichhorn
- 1919–1920: Eugen Ernst
- 1920:–9999 Wilhelm Richter

#### Groß-Berlin1920–1948
- 1920–1925: Wilhelm Richter
- 1925–1926: Albert Grzesinski
- 1926–1930: Karl Zörgiebel
- 1930–1932: Albert Grzesinski
- 1932–1933: Kurt Melcher
- 1933–1935: Magnus von Levetzow

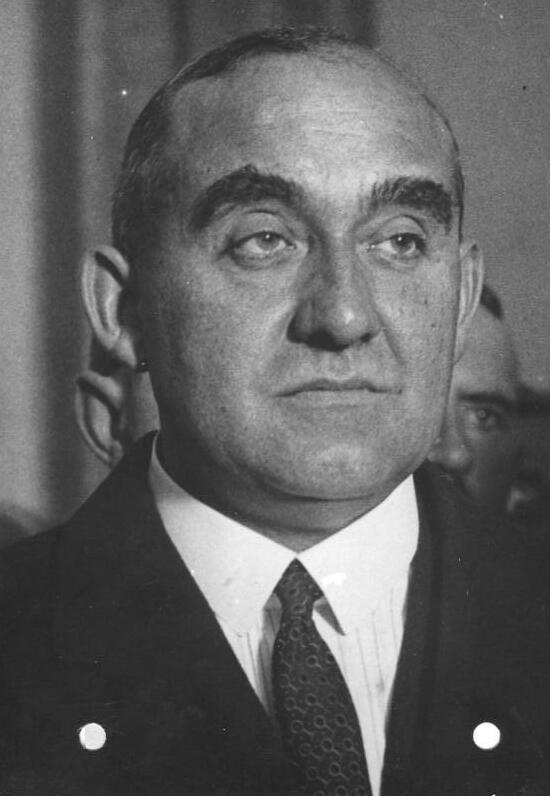
Albert Grzesinski, 1926

- 1935–1944: Wolf-Heinrich von Helldorff
- 1944–1945: Kurt Göhrum
- 1945–1948: Paul Markgraf

#### Geteiltes Berlin 1945–1990
| West-Berlin 1948–1990 - 1948–1962: Johannes Stumm - 1962–1967: Erich Duensing - 1968:–9999 Georg Moch - 1969–1987: Klaus Hübner - 1987–1990: Georg Schertz | Ost-Berlin 1948–1990 - 1948–1949: Paul Markgraf - 1950–1953: Waldemar Schmidt - 1953–1964: Fritz Eikemeier - 1964–1975: Horst Ende - 1975–1985: Werner Gröning - 1986–1990: Friedhelm Rausch - 1990:–9999 Dirk Bachmann |

#### Berlin seit 1990
- 1990–1992: Georg Schertz
- 1992–2001: Hagen Saberschinsky
- 2002–2011: Dieter Glietsch

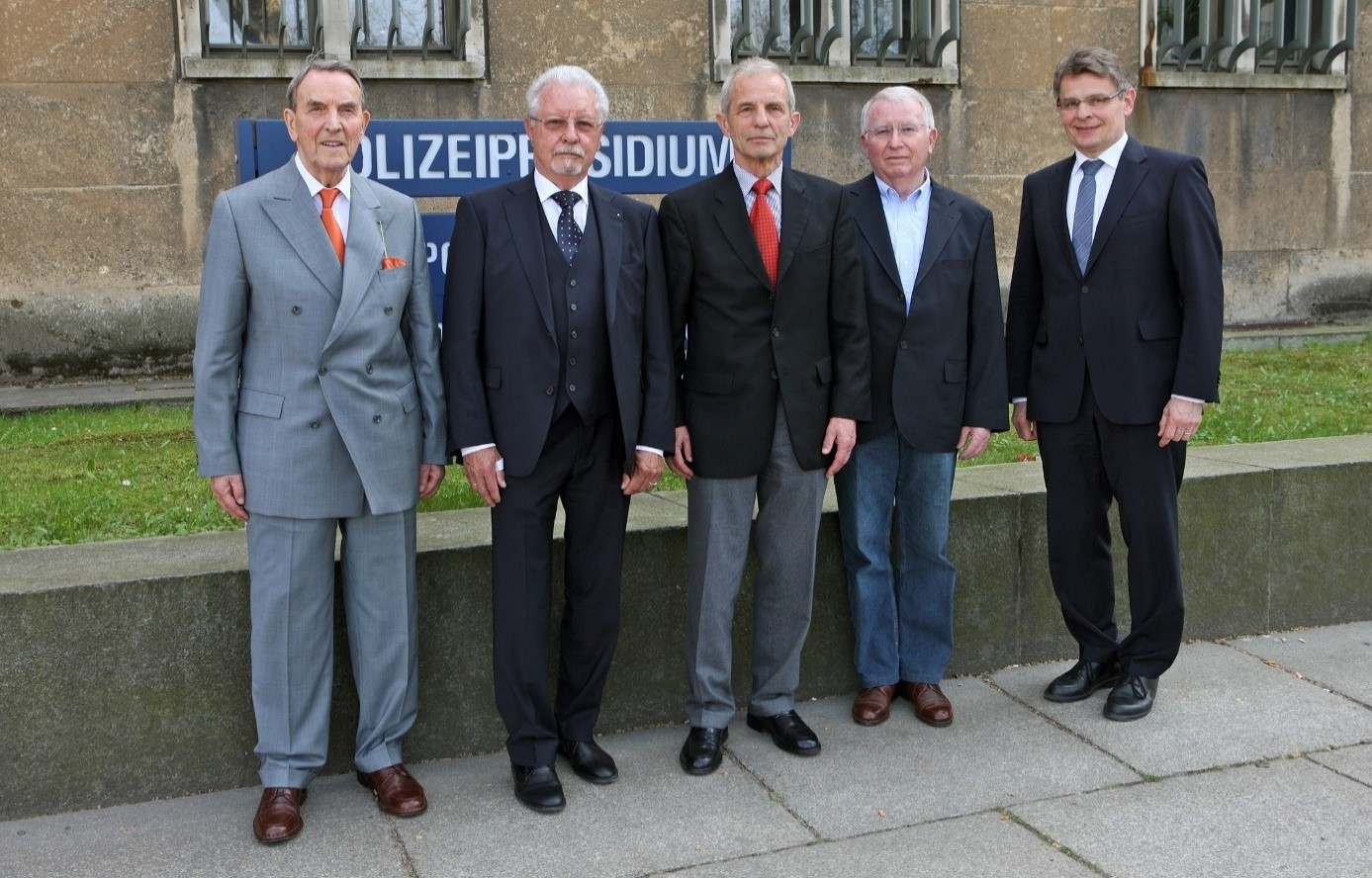
Fünf ehemalige Polizeipräsidenten (v. l. n. r.: Klaus Hübner, Georg Schertz, Hagen Saberschinsky, Dieter Glietsch, Klaus Kandt)

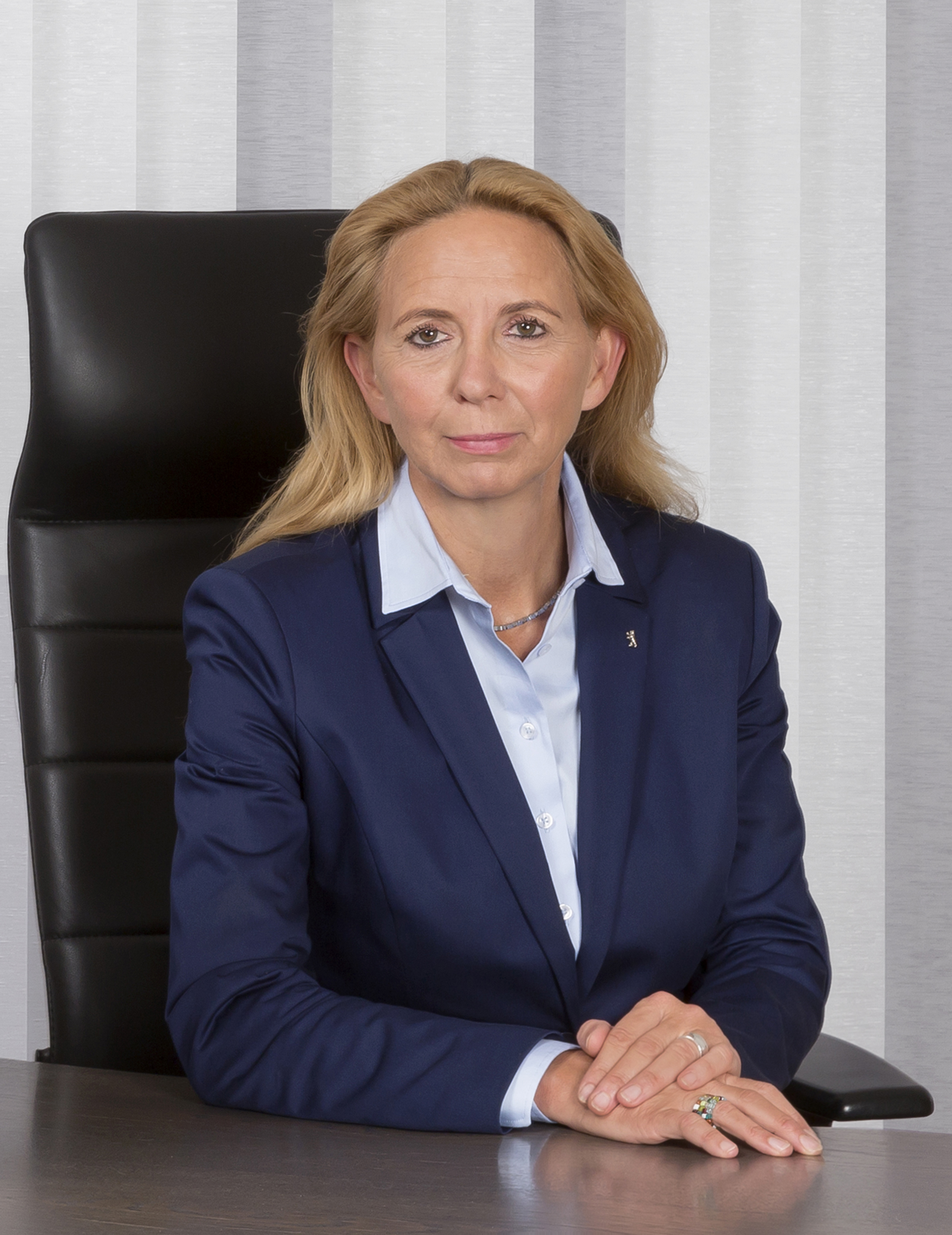
Barbara Slowik Meisel, 2018

- 2011–2012: Margarete Koppers (kommissarisch)
- 2012–2018: Klaus Kandt
- 2018:–9999 Michael Krömer (kommissarisch)
- seit 2018:–9Barbara Slowik-Meisel

## Behördenbezeichnung
Während der preußischen Reformen wurde 1809 das Amt des Berliner Polizeipräsidenten als staatliche Polizeibehörde geschaffen. Der Polizeipräsident war der Polizeichef in Berlin. Die Verwaltungschefs der preußischen Regierung wurden als „Präsidenten der Regierung“ bezeichnet. Die Titelerweiterung wurde genutzt, ohne auf den tatsächlichen örtlichen Sitz der Behörde Rücksicht zu nehmen, zum Beispiel „Regierungspräsident in Potsdam“.
Der erste Polizeipräsident, Justus Gruner, hatte nicht den Rang eines Regierungspräsidenten inne, obwohl er praktisch die gleichen Aufgaben wahrnahm. Erst in der Weimarer Republik erhielt er 1929 in Berlin den Titel Polizeipräsident, da er an den regelmäßigen Treffen des Innenministeriums teilnahm.
Nach der Auflösung Preußens im Jahr 1947 blieben Amt und Titel erhalten.
2014 führte die Berliner Polizei eine neue Wort-Bild-Marke mit der neuen Bezeichnung Polizei Berlin ein, die lediglich im Rahmen der Öffentlichkeitsarbeit Verwendung findet, während im behördlichen Schriftverkehr bis zur gesetzlichen Umbenennung im April 2021 weiterhin Der Polizeipräsident in Berlin genutzt wurde. Als 2018 Barbara Slowik-Meisel als erste Frau das Amt des Polizeipräsidenten übernahm, begann eine öffentliche Diskussion um eine gendergerechte Umbenennung der Berliner Polizei.
Am 28. Oktober 2019 gab Innensenator Andreas Geisel bekannt, den ab 1809 geführten Behördennamen Der Polizeipräsident in Berlin in die geschlechtsneutrale Bezeichnung Polizei Berlin zu ändern. Das entsprechende Gesetz wurde am 11. März 2021 vom Abgeordnetenhaus beschlossen und trat am 2. April 2021 in Kraft.

## Auftrag

### Aufgaben

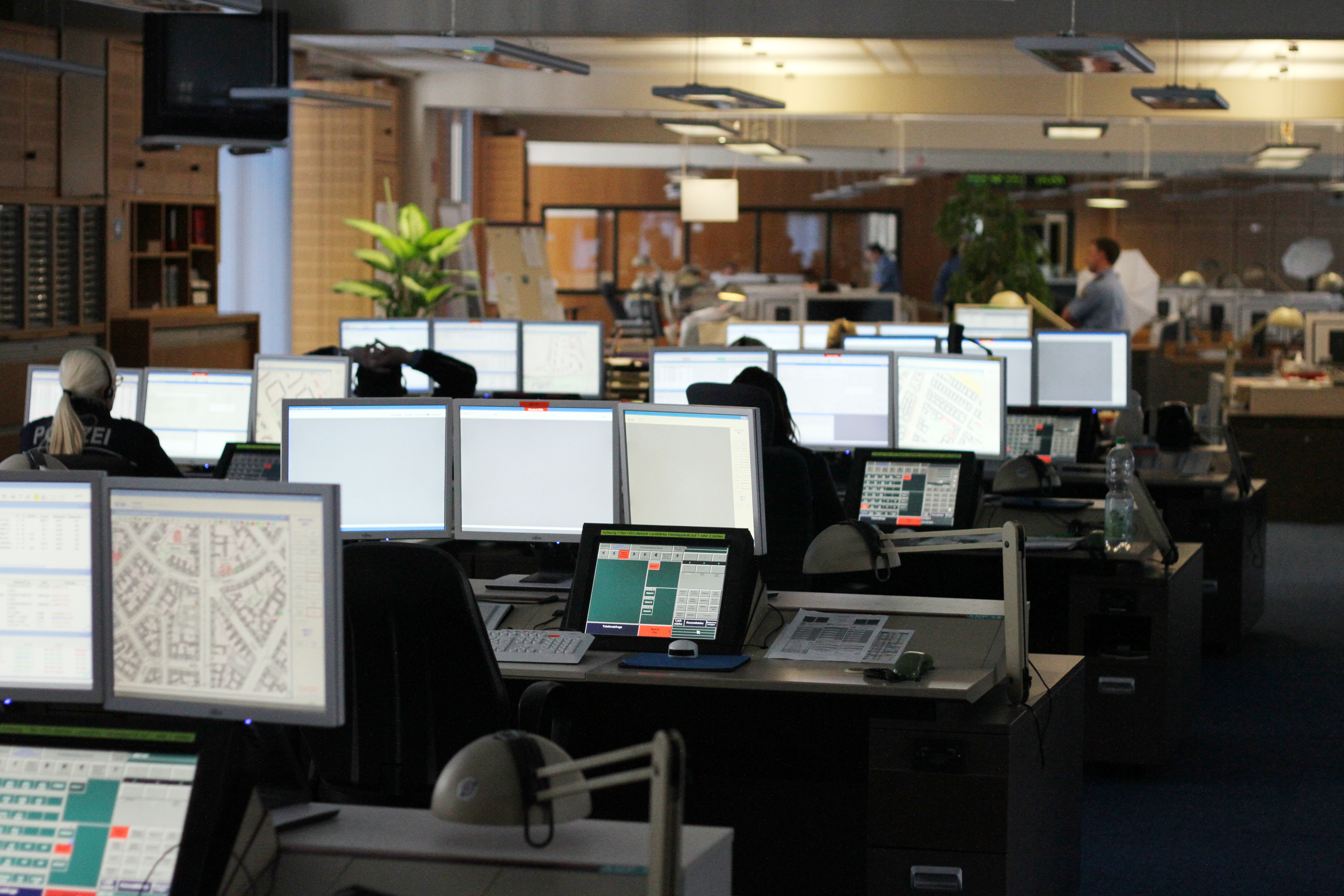
Einsatzleitzentrale der Polizei Berlin

Die Berliner Polizei hat als Exekutivorgan des Landes Berlin im Rahmen des Polizeirechts den Auftrag der Gewährleistung der öffentlichen Sicherheit und Ordnung. Als Strafverfolgungsbehörde geht sie gegen ordnungswidrige und strafbare Handlungen vor, ermittelt Betroffene und Täter und analysiert Tatmuster.
Eine weitere Aufgabe ist die Gefahrenabwehr im Bereich der inneren Sicherheit, das heißt, die Verhütung oder Unterbindung von strafrechtlich relevanten Handlungen jedweder Art. Im Rahmen der Verkehrsüberwachung stellt sie die Gefahrenabwehr, Strafverfolgung und Verfolgung von Ordnungswidrigkeiten im öffentlichen Straßenverkehr sicher und sorgt durch Verkehrsraumüberwachung für eine zeitnahe Erkennung und Vermeiden von Staus. Ebenso spielt sie die tragende Rolle in der Notfallhilfe (Notruf). Ferner sorgt die Polizei in enger Kooperation mit der Judikative und anderen Behörden für die Verbrechensprävention um bereits im Vorfeld mögliche Straftaten zu verhindern.

### Rechtsgrundlagen

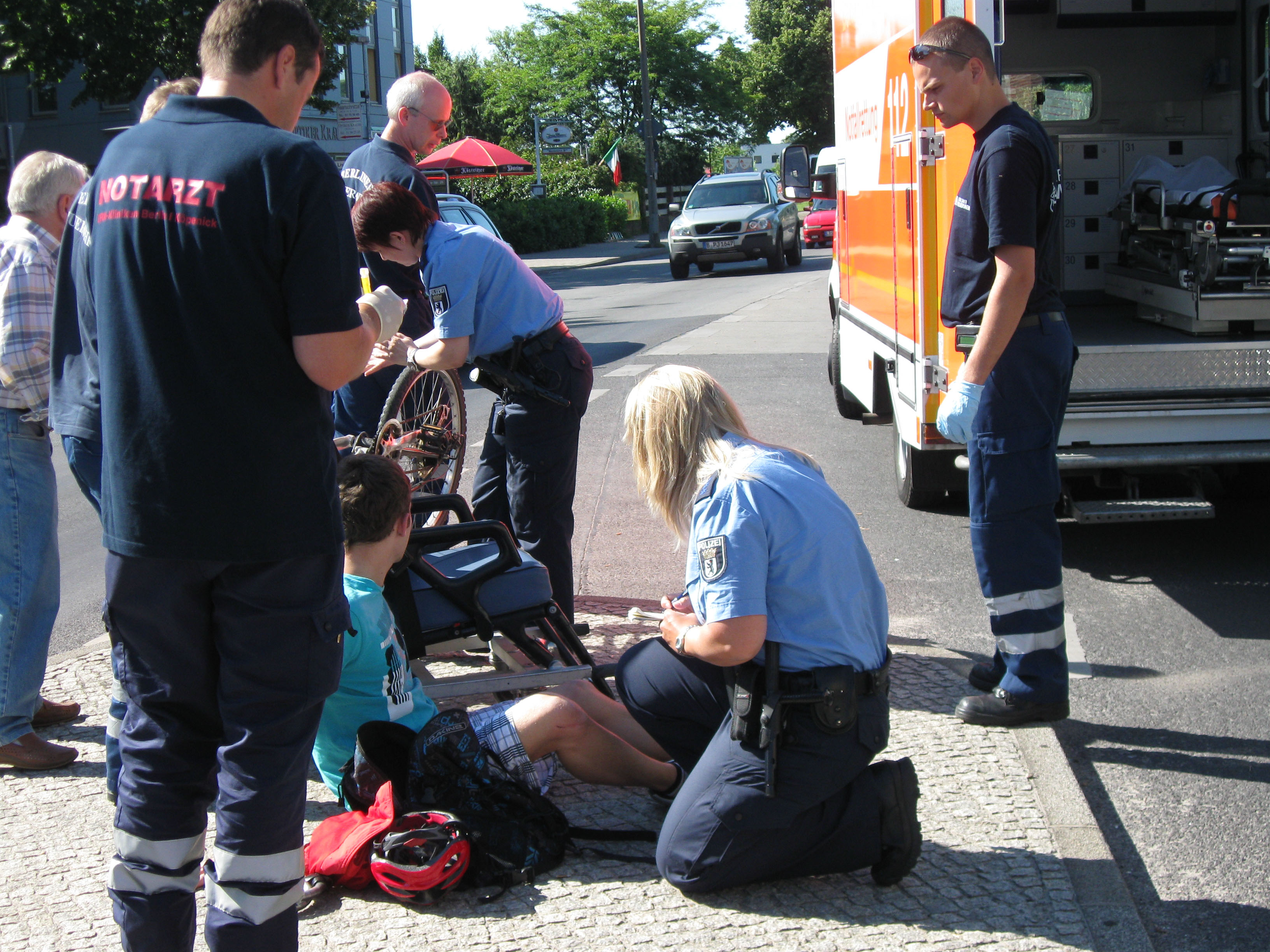
Notfallhilfe nach einem Verkehrsunfall

Neben der landesgesetzlichen Rechtsgrundlage für polizeiliches Handeln im Allgemeinen, dem Allgemeinen Sicherheits- und Ordnungsgesetz (ASOG Bln), ergibt sich die Ermächtigung für das Einschreiten zur Strafverfolgung aus der bundesgesetzlichen Strafprozessordnung (StPO).

### Zuständigkeiten
Neben der Berliner Polizei sind noch weitere Behörden tätig um die Sicherheit auf dem Hoheitsgebiet des Landes Berlins zu gewährleisten. So ist die Polizei beim Deutschen Bundestag nach dem Grundgesetz ausschließlich dem Präsidenten des Deutschen Bundestages unterstellt. Die Bundespolizei unterliegt dem Bundespolizeigesetz und übernimmt verschiedenste sonderpolizeiliche Aufgaben in Berlin.
Bei Ermittlungen, die außerhalb des Landes Berlin weitergeführt werden müssen, arbeitet die Berliner Polizei u. a. mit der Polizei Brandenburg, den übrigen Landespolizeien in Deutschland und mit Europol und Interpol zusammen.

## Organisation
Der Polizeipräsidentin unmittelbar nachgeordnet sind die Landespolizeidirektion unter anderen mit ihren fünf Direktionen mit örtlicher Zuständigkeit für die zugeordneten Berliner Bezirke, das Landeskriminalamt, die Polizeiakademie und die Direktion Zentraler Service.

### Präsidium

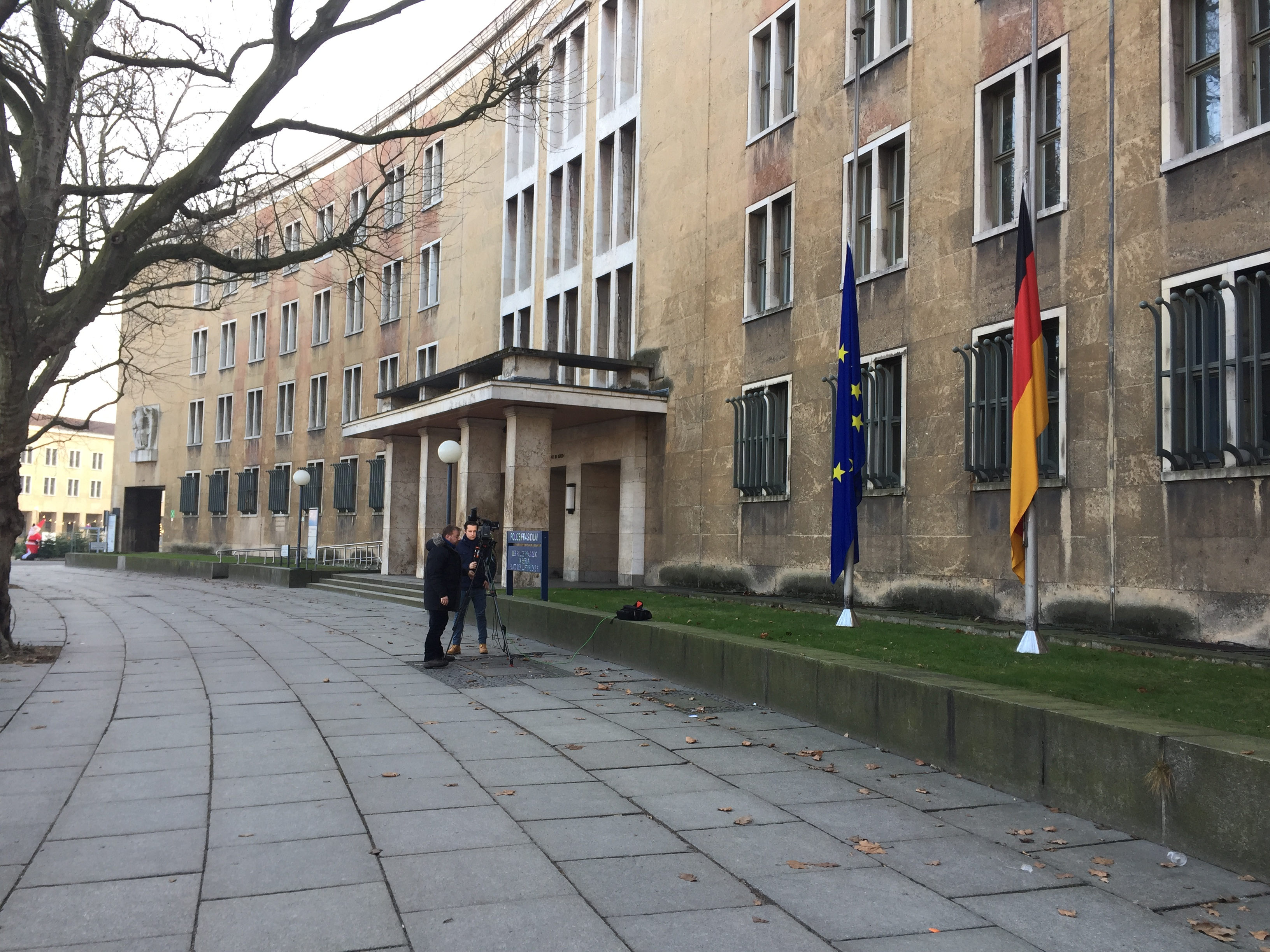
Polizeipräsidium Berlin

Ab 1848 befand sich das Polizeipräsidium in der Stadtvogtei am Molkenmarkt. 1885–1890 wurde das Polizeipräsidium Alexanderplatz errichtet. Am Standort des im Zweiten Weltkrieg zerstörten roten Backsteingebäudes von Straßenblockgröße befindet sich heute das Einkaufszentrum Alexa.
Anlässlich der Spaltung Berlins 1948 begründete die West-Berliner Polizei ihr Präsidium in der Friesenstraße, im ehemaligen Kasernenkomplex des Königin Augusta Garde-Grenadier-Regiments Nr. 4.
Seit 1951 befindet sich das Polizeipräsidium im Hauptgebäude des ehemaligen Flughafens Tempelhof am Platz der Luftbrücke 6. Die Stelle des Berliner Polizeipräsidenten wird nach Besoldungsgruppe B 7 vergütet.

### Landespolizeidirektion
Die Landespolizeidirektion (LPD) wurde im Rahmen einer Neustrukturierung der Berliner Polizei mit Wirkung zum 1. Februar 2020 eingerichtet.
Sie untersteht dem Präsidium und bündelt sämtliche schutzpolizeilichen Aufgaben, insbesondere die Führungs- und Entscheidungsverantwortung. Ihr direkt nachgeordnet sind die fünf örtlichen Direktionen, die überörtliche Direktion Einsatz/Verkehr, die Direktion Zentrale Sonderdienste sowie das Einsatzleit- und Lagezentrum.
Zudem obliegen der Landespolizeidirektion – unter Beachtung der gesamtstrategischen Verantwortung des Landeskriminalamts – auch die örtliche Kriminalitätsbekämpfung, die stadtweite Kräftesteuerung und die Aufgaben der Versammlungsbehörde.
Leiter der Landespolizeidirektion ist Jörg Dessin, Erster Direktor bei der Polizei Berlin.
Direktionen 1–5

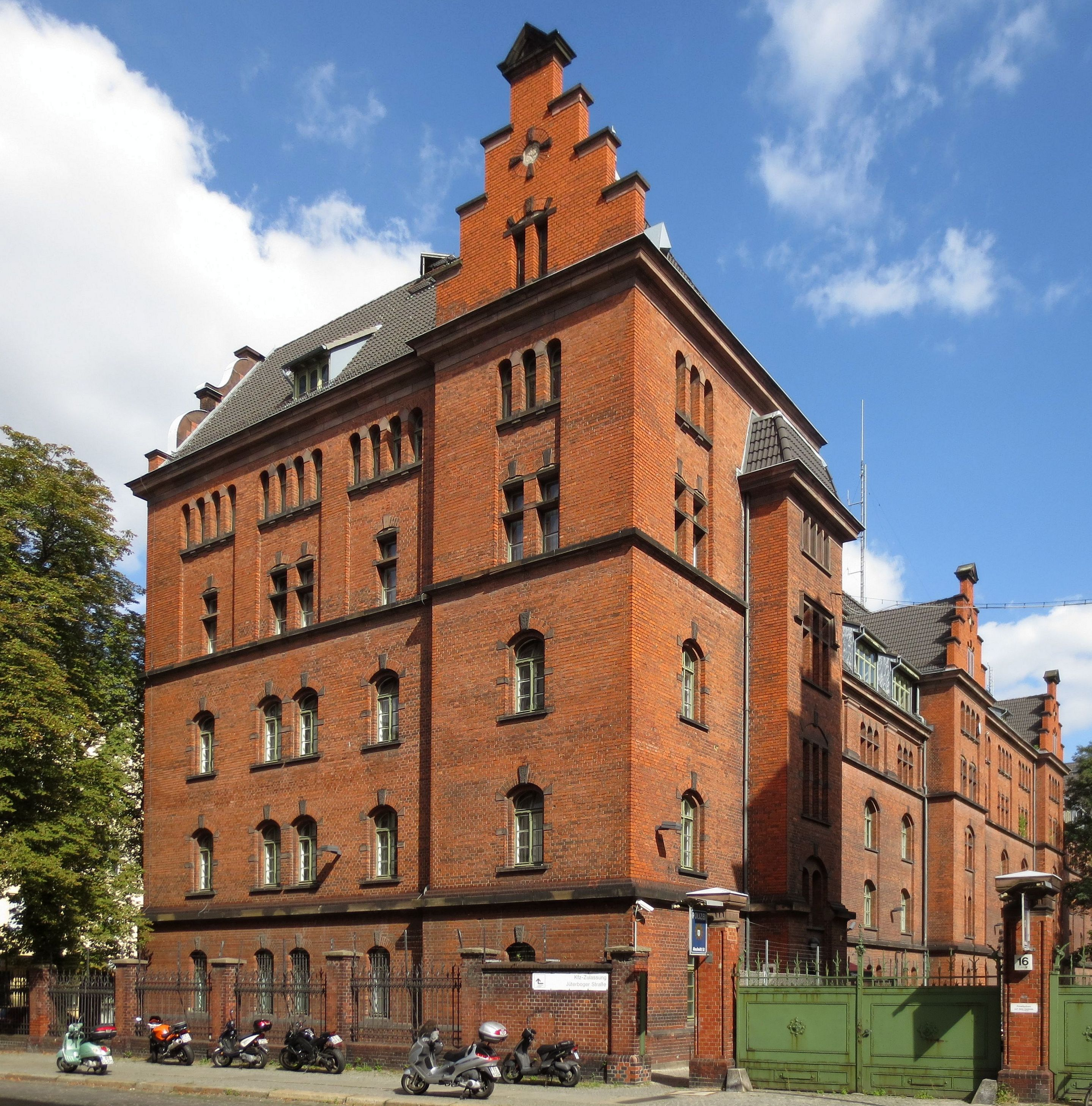
Gebäude der Direktion 5

Die Direktionen (Dir) gliedern sich neben der Direktionsleitung mit Direktionsstab jeweils in ein Referat Kriminalitätsbekämpfung sowie die Abschnitte:
- Die Abschnitte (A) gewährleisten u. a. den Funkwageneinsatzdienst, die Betreuung von Veranstaltungen und den Kontaktbereichsdienst. Die Wachen der Abschnitte sind rund um die Uhr besetzt und dienen als wohnortnahe Anlaufstelle für die Bürger. Die Direktionen sind in sechs bis acht Abschnitte unterteilt. Seit dem Jahr 2019 werden die Direktionen neu gegliedert. Diese Umstrukturierung soll bis 2020 abgeschlossen sein. Die Abschnitte untergliedern sich wiederum jeweils in einen Führungsdienst, Dienstgruppen mit fest zugeordnetem Ortsteil bzw. Wohngebiet und ein Abschnittskommissariat (AK) zur Bearbeitung kleinerer Fälle wie Einbrüchen, Fahrraddiebstählen und Verkehrsvergehen. Insgesamt bestehen 37 Abschnitte mit 152 Dienstgruppen. Zusätzlich unterhält die Berliner Polizei Wachen an verschiedenen Veranstaltungsorten wie beispielsweise im Olympiastadion, dem Velodrom, in der Berliner Waldbühne oder auch auf dem Flughafen Tegel.
- Die Referate für Kriminalitätsbekämpfung (Ref K) stellen eine örtliche Kriminalpolizei dar. Sie untergliedern sich jeweils in eine Führungsgruppe, ein Arbeitsgebiet Interkulturelle Aufgaben und drei Inspektionen, davon eine für die kriminalpolizeiliche Sofortbearbeitung (K 1; Kriminaldauerdienst) und zwei für die kriminalpolizeiliche Sachbearbeitung nach einem festgelegten Deliktskatalog (K 2 einschließlich Verkehrsermittlungsdienst, VED, und K3 3). Im Rahmen des Berliner Modells wird auf den Abschnitten die Schutzpolizei in die sachbearbeitende Kriminalitätsbekämpfung für niedrigschwellige Kriminalität eingebunden.

| Direktion    | Zuständigkeitsbereich                                           | Abschnitte | Direktionsleiter (Stand: Juni 2024) (DPB = Direktor/in bei der Polizei Berlin) |
| ------------ | --------------------------------------------------------------- | ---------- | ------------------------------------------------------------------------------ |
| Dir 1 (Nord) | Reinickendorf, Pankow sowie Ortsteile Gesundbrunnen und Wedding | A 11–18    | Thomas Dublies                                                                 |
| Dir 2 (West) | Spandau, Charlottenburg-Wilmersdorf, teilweise Mitte            | A 21–28    | Thomas Goldack                                                                 |
| Dir 3 (Ost)  | Lichtenberg, Marzahn-Hellersdorf, Treptow-Köpenick              | A 31–36    | Michael Lengwenings                                                            |
| Dir 4 (Süd)  | Tempelhof-Schöneberg, Steglitz-Zehlendorf, Neukölln-Süd         | A 41–48    | Tanja Knapp                                                                    |
| Dir 5 (City) | Friedrichshain-Kreuzberg, Neukölln, Mitte                       | A 51–57    | Markus van Stegen                                                              |

### Neue Strukturen innerhalb der Direktionen
Am 16. Juli 2014 wurde eine Fahrradstaffel (FaSta; offiziell VkD 14) bei der Berliner Polizei eingerichtet. Unter der Leitung eines Polizeihauptkommissars fahren 15 Polizisten und fünf Polizistinnen täglich bis zu sieben Stunden Streife in der östlichen Innenstadt zwischen Regierungsviertel bzw. Großem Tiergarten und dem Alexanderplatz. Der dreijährige Modellversuch wurde vom Gesamtverband der Deutschen Versicherungswirtschaft mitfinanziert. Nach dem Auslaufen der Pilotphase im Sommer 2017 wird die Fahrradstaffel in unveränderter Personalstärke fortgeführt.

#### Direktion Einsatz/Verkehr

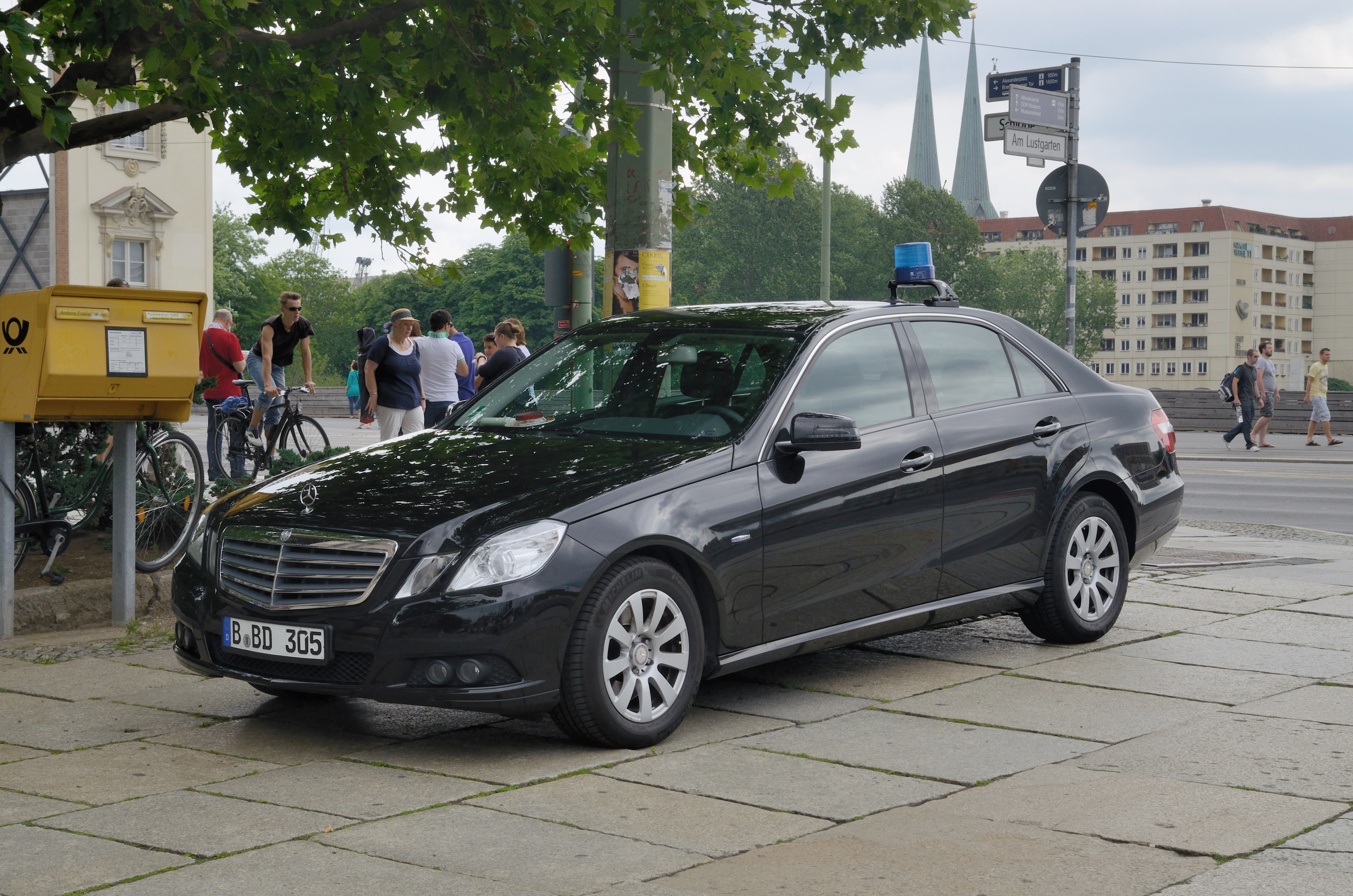
Ziviler Einsatzwagen

Die überörtliche Direktion Einsatz/Verkehr wurde im Rahmen der beginnenden Neuorganisation innerhalb der Polizei Berlin zum 1. Februar 2020 neu eingerichtet.
In ihr sind die meisten operativen Fach- und Spezialbereiche der Behörde gebündelt, so auch die drei Bereitschaftspolizei-Abteilungen. Darüber hinaus ist sie zuständig für die Aufgaben des Versammlungsrechts, für Staatsbesuche, Sportveranstaltungen und für polizeiliche Maßnahmen im Falle von Naturkatastrophen oder großen Schadensereignissen.
Zudem obliegt ihr auch die polizeiliche Führung bei Anschlägen und AMOK-Lagen.
Referate der Direktion Einsatz/Verkehr:
- Bereitschaftspolizei: (Drei Bereitschaftspolizei-Abteilungen mit 16 Einsatzhundertschaften, zwei Technische Einsatzeinheiten und einer Diensthundeführereinheit)
- Wasserschutzpolizei
- Polizeihubschrauberstaffel
- Verkehr (Begleitschutz- und Verkehrsdienst, Verkehrsinformations- und steuerungszentrale, Autobahndauerdienst)
- Bußgeldstelle

Im Bereich des Gefangenenwesens und des Objektschutzes werden die Aufgaben zum großen Teil durch Tarifbeschäftigte im Objektschutz (früher: Angestellte im Vollzugsdienst) übernommen. Zudem werden sie in Bereichen der Kriminalpolizei, der Kriminaltechnik und im Verkehrsdienst eingesetzt.
Die Polizeihubschrauberstaffel mit dem Polizeihubschrauber Pirol Berlin wird seit 2004 gemeinsam mit der Fliegerstaffel Ost der Bundespolizei in Ahrensfelde (Brandenburg) betrieben.
Leiter der Direktion Einsatz/Verkehr ist Stephan Katte, Direktor bei der Polizei Berlin.

#### Direktion Zentrale Sonderdienste
Im Rahmen der Neustrukturierung wurde seit dem 1. Juni 2020 die überörtliche Direktion Zentrale Sonderdienste (ZeSo) aufgebaut, in der die folgenden Aufgabenbereiche konzentriert werden:
- Zentraler Objektschutz, vormals Wachpolizei
- Gefangenenwesen (sechs Gewahrsame, ein Abschiebungsgewahrsam und das Transportwesen)

Leiter der Direktion Zentrale Sonderdienste ist der Leitende Polizeidirektor Thorsten-Arne Beese.

### Direktion Zentraler Service
Die überörtliche Direktion Zentraler Service (Dir ZS) wurde im Rahmen der beginnenden Neuorganisation innerhalb der Polizei Berlin zum 1. Februar 2020 eingerichtet und hat die ehemalige Zentrale Serviceeinheit (ZSE) ersetzt. Sie leistet die verwaltenden, logistischen und planerischen Aufgaben innerhalb der Polizeibehörde.

### Landeskriminalamt
Im Gegensatz zu vielen anderen Landeskriminalämtern in Deutschland ist das Landeskriminalamt Berlin (LKA) ein Amt mit breit gefassten Ermittlungsaufgaben, wohingegen Landeskriminalämter anderer Länder meist nur für spezielle Bereiche der Ermittlung zuständig sind. Es wird vom Direktor des Landeskriminalamts geleitet (seit 2011: Christian Steiof).
Aufgrund der Aufgaben werden nicht nur administrative Aufgaben wahrgenommen (insbesondere die zentrale Ansprechstelle für das Bundeskriminalamt zu sein), sondern vielmehr auch originär Ermittlungen in Fällen der Schwer- und Schwerstkriminalität geführt und bei Straftaten, die durch überregionale Täter oder Tätergruppen begangen werden. Es besteht eine enge Zusammenarbeit mit den örtlichen Kriminalreferaten der Direktionen 1–5.

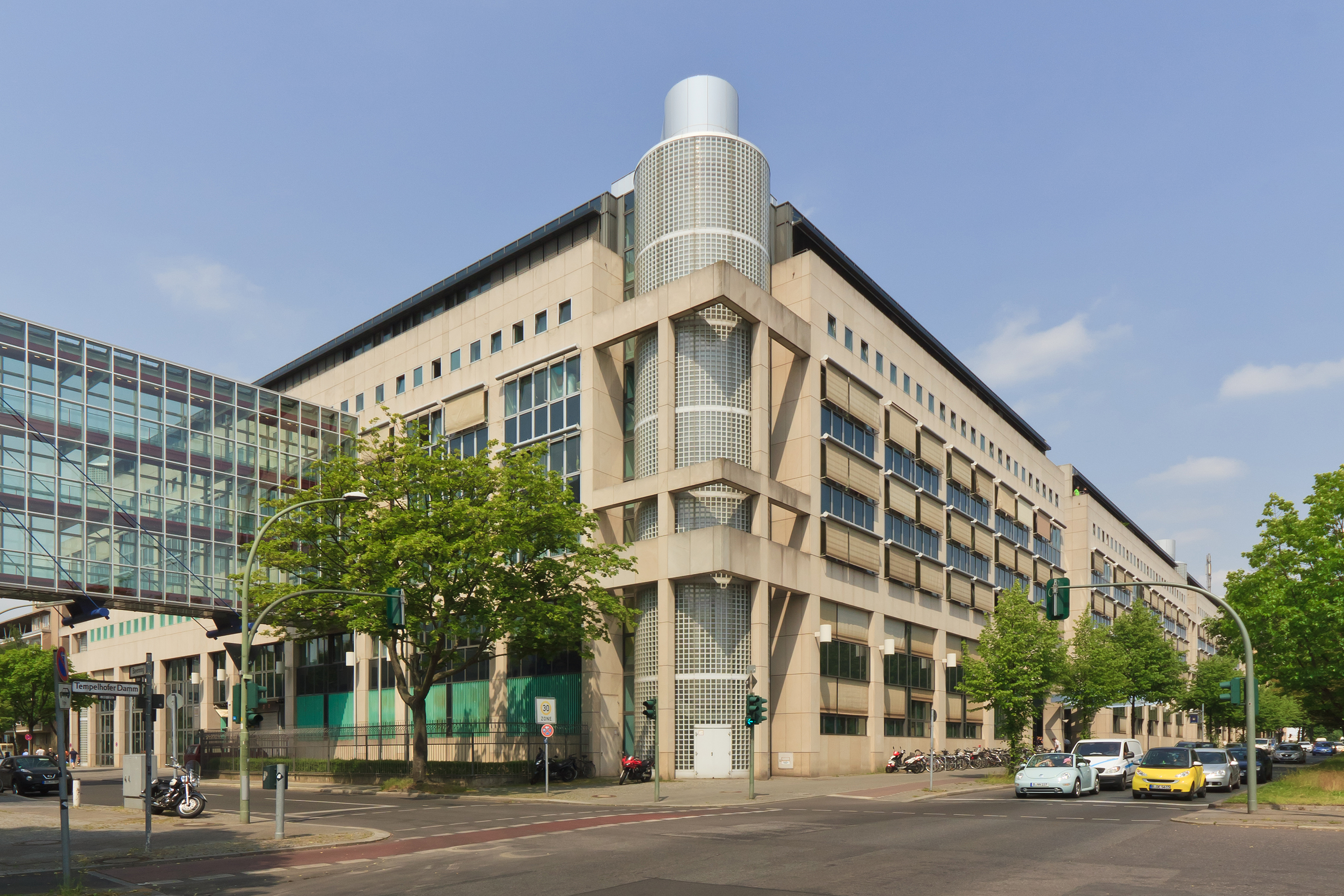
Sitz des LKA, Tempelhof

Abteilungen des Landeskriminalamtes:
- LKA 1: Delikte am Menschen
- LKA 2: Betrug
- LKA 3: Wirtschaftskriminalität, Korruption, Umwelt-/Verbraucherdelikte, Polizeidelikte
- LKA 4: Organisierte Kriminalität, Banden- und qualifizierte Eigentumskriminalität, Rauschgiftdelikte
- LKA 5: Polizeilicher Staatsschutz
- LKA 6: Operative Dienste (Spezialeinsatzkommando, Mobiles Einsatzkommando und Präzisionsschützenkommando)
- LKA 7: Ermittlungsunterstützung
- LKA KTI: Kriminaltechnisches Institut
- LKA Präv: Zentralstelle für Prävention
- LKA Stab: Unterstützung der LKA-Leitung

Die Abteilungen werden jeweils von einem Leitenden Kriminaldirektor geleitet und untergliedern sich weiter in Dienststellen oder Bereiche.

### Polizeiakademie
Die Polizeiakademie (PA) ist als berufliche Bildungseinrichtung für die alleinige Aus- und Fortbildung im mittleren Dienst der Berliner Polizei zuständig.

### Asservatenkammern und Asservatenlager
Die Polizei Berlin betreibt drei Asservatenkammern an den Standorten Gothaer Straße und Martin-Luther-Straße in Schöneberg sowie am Tempelhofer Damm in Tempelhof. Das Asservatenlager am Sprengplatz Grunewald wurde bei einem Großbrand im August 2022 zerstört.

## Ausrüstung

### Uniformen
Im Jahr 2008 kündigte der Berliner Innensenator Ehrhart Körting an, dass das Land Berlin 2010 die neue blaue Brandenburger Polizeiuniform einführt. Die Berliner Polizei wurde danach mit 17.000 auszustattenden Mitarbeitern einer der größten Kunden, den die Zentrale Beschaffungsstelle gewinnen konnte. Die Gestaltung der Uniformen orientierte sich in erster Linie an Aspekten der Funktionalität und nur zu einem geringen Maß an nationalen oder internationalen Designstandards.

### Fahrzeuge
Berlins Polizei verfügt über etwa 2850 Kraftfahrzeuge (Stand: 31. Dezember 2022). Seit dem Jahr 2002 werden die Fahrzeuge der Berliner Polizei mehrheitlich im Rahmen von Leasing beschafft. Zeitgleich zur Einführung der blauen Uniform wurden die ersten blau-silbernen oder blau-weißen Fahrzeuge Ende 2009 bzw. Anfang 2010 eingeführt.
Als Streifenwagen werden überwiegend Fahrzeuge der Marken Volkswagen und Opel genutzt. Vereinzelt kommen auch Fahrzeuge anderer Hersteller wie zum Beispiel Mercedes-Benz zum Einsatz. Während früher in West-Berlin alle auf Pkw basierenden Funkstreifenwagen auch so bezeichnet wurden (gebräuchliche Abkürzung FuStw), werden die Funkstreifenwagen der Abschnitte (Großraumreviere seit der Polizeireform in den 1970er Jahren) seit der flächendeckenden Einführung des Berliner Modells (Erweiterung der Aufgaben für die Schutzpolizei, geändertes Dienstzeitmodell) als Einsatzwagen Abschnitt (EWA) bezeichnet.
Der Zentrale Objektschutz mit Aufgaben der Wachpolizei nutzt Kleinwagen der Marken Opel und Volkswagen. Seltener kommen auch Fahrzeuge anderer Marken, wie Fiat und Toyota, zum Einsatz.
Die Bereitschaftspolizei nutzt Einsatzfahrzeuge der Marken BMW, Fiat, Ford, Mercedes-Benz, Opel, Audi, Kia, Hyundai und Volkswagen. Teils werden auch Fahrzeuge der Marken Land Rover, Opel und Renault genutzt.

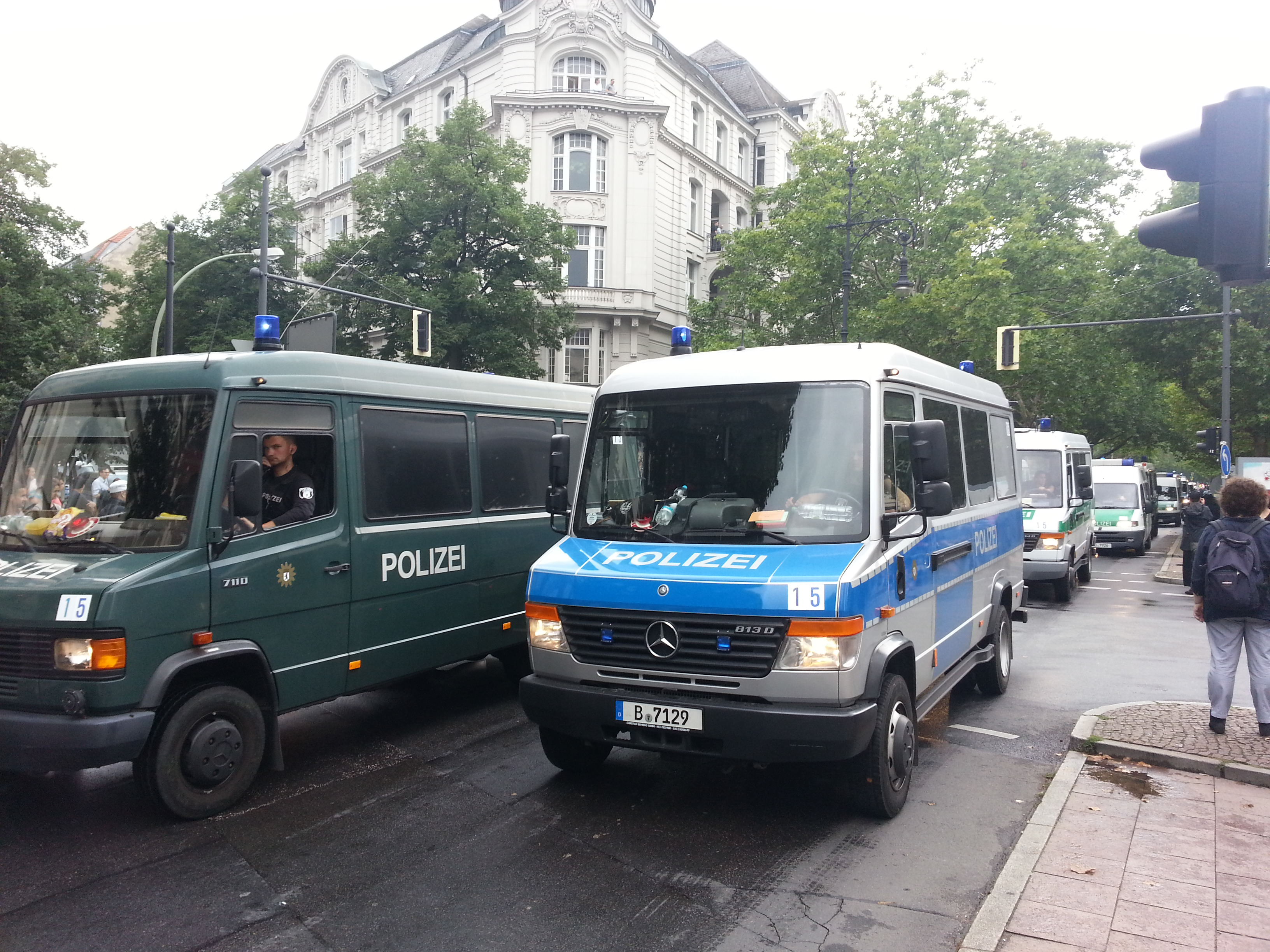
Mannschaftswagen der Bereitschaftspolizei Berlin
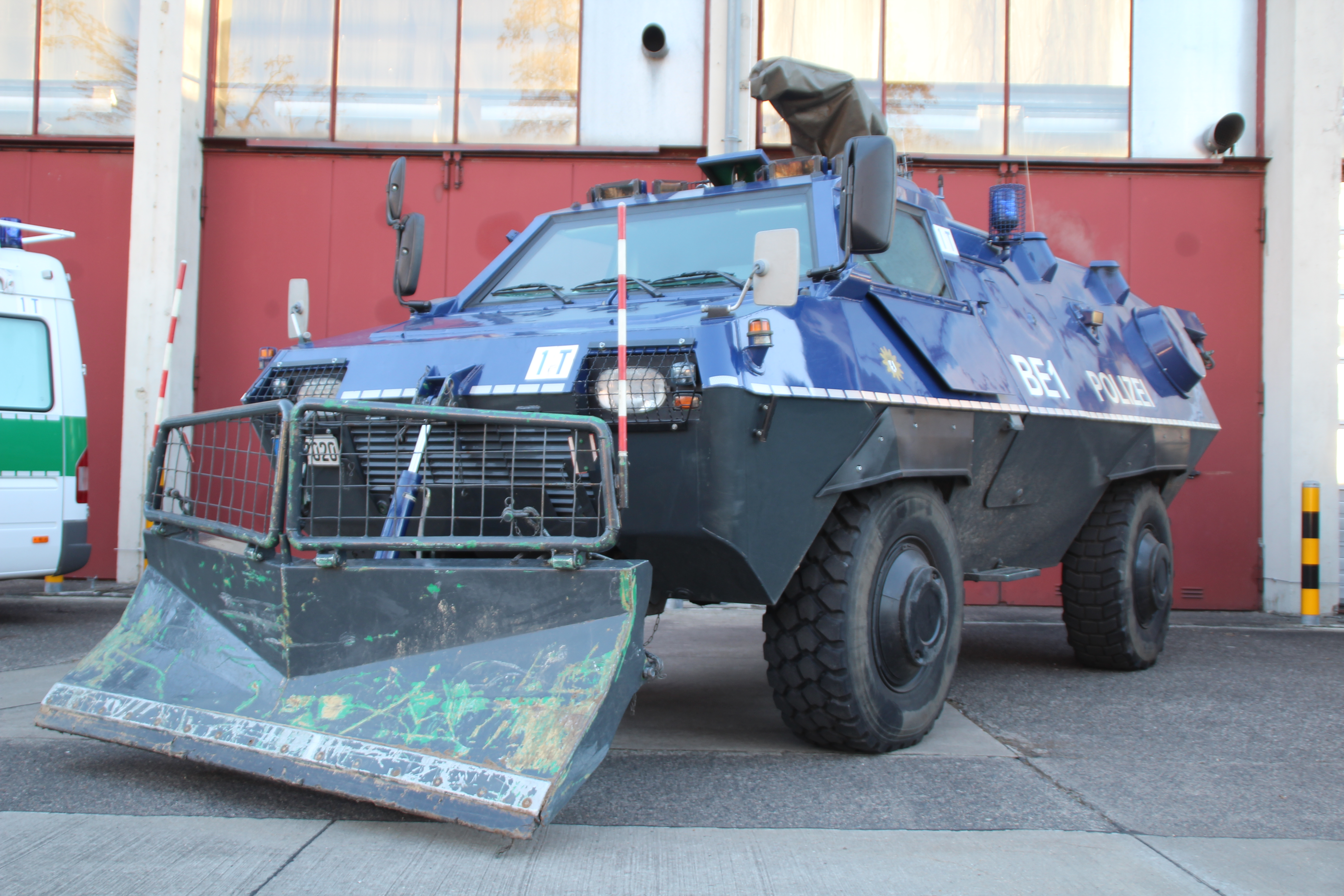
Räumfahrzeug
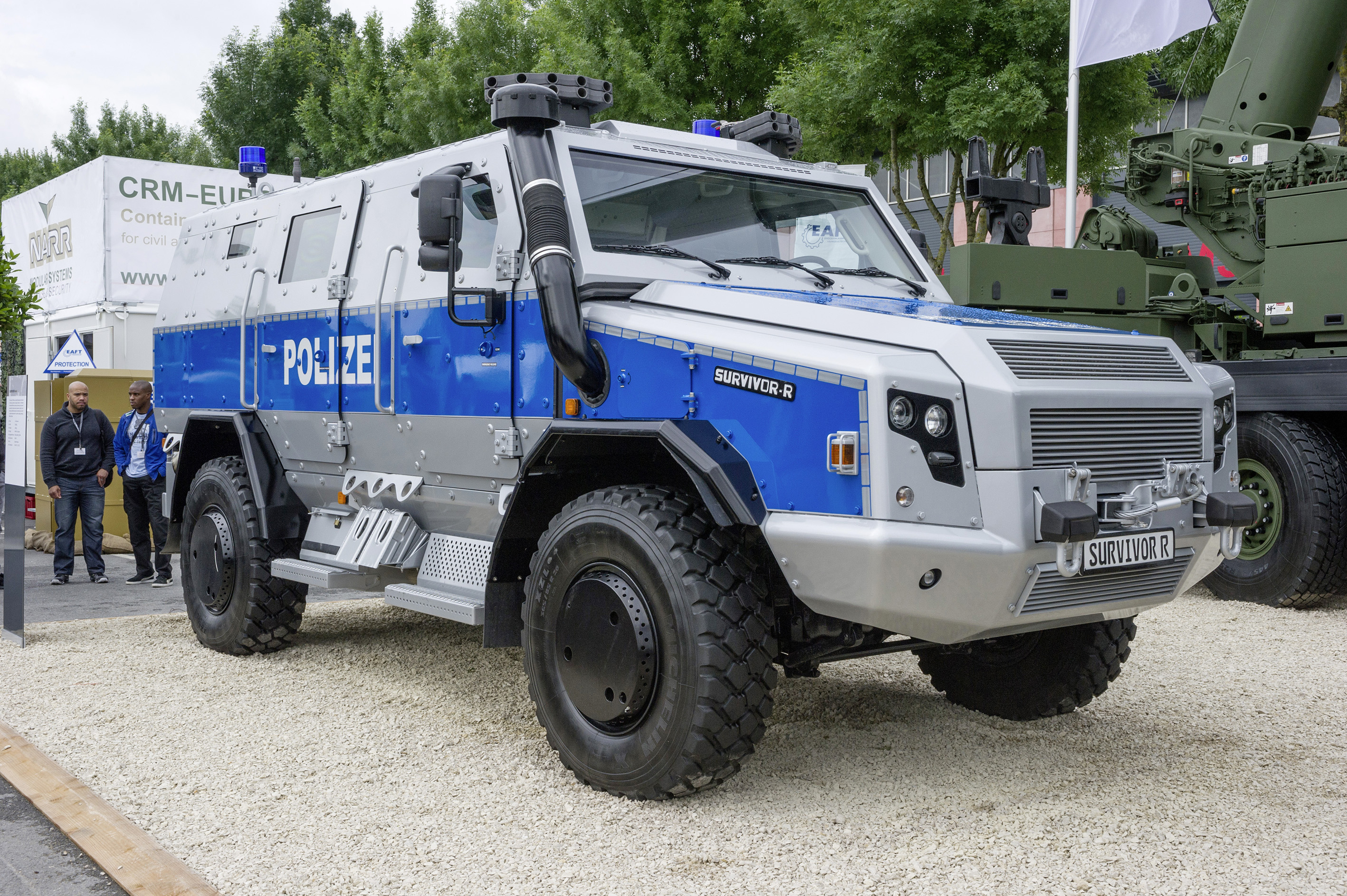
Survivor R
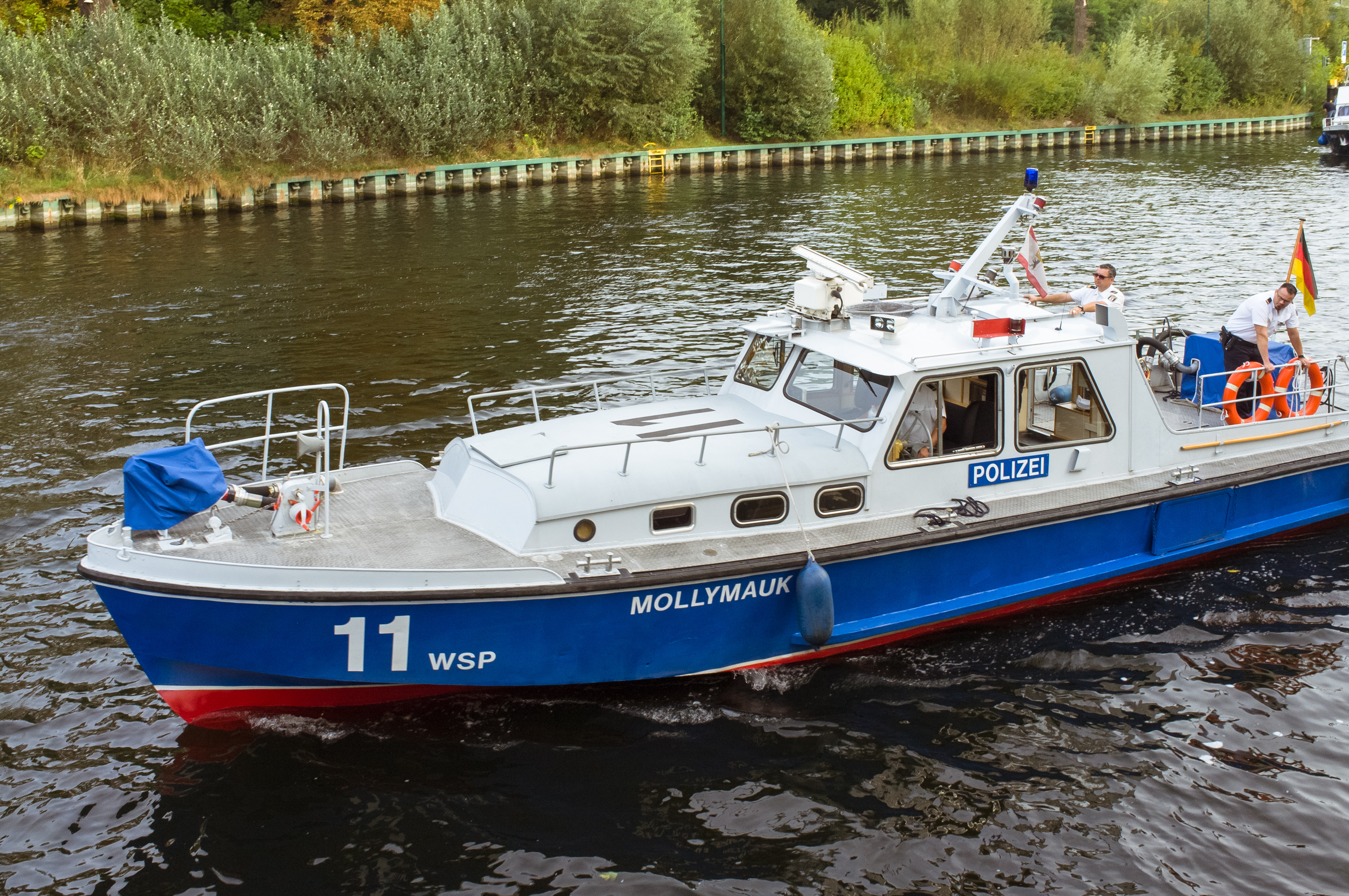
Boot der Wasserschutzpolizei

Zu den weiteren Kraftfahrzeugen zählen unter anderen 29 gepanzerte Fahrzeuge, vier Panzerwagen vom Typ Sonderwagen 4 und seit 2017 ein vom Rüstungskonzern Rheinmetall gebauter gepanzerter Survivor R. Ferner gehören Gefangenentransportwagen (Mercedes-Benz und Renault), Motorräder (u. a. BMW R 1200 RT und Moto Guzzi Norge 850), Busse, Lastkraftwagen sowie ein Radlader zum Fuhrpark.
Die Wasserschutzpolizei verfügt über 16 Boote (Stand Mai 2018). Die Flotte gilt als stark überaltert und es existiert ein Sanierungsstau im Millionenbereich.

### Bewaffnung

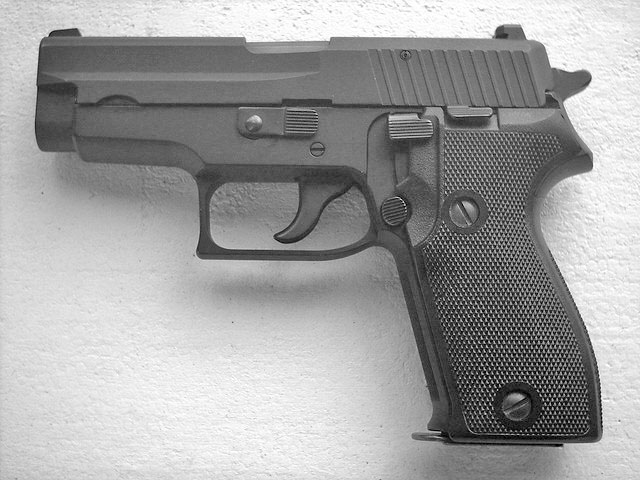
SIG Sauer 225, Standard-Dienstwaffe der Berliner Polizei

Die standardmäßig verwendete Dienstwaffe der Berliner Polizei ist die SIG Sauer P225 (P6; Kal. 9 × 19 mm), die seit 2018 schrittweise durch die HK SFP9 PB (Kal. 9 × 19 mm; 24.000 Stück beschafft) ersetzt wird. Ergänzend stehen Maschinenpistolen des Typs HK MP5 (Kal. 9 × 19 mm; 3300 Stück im Bestand) zur Verfügung. Im Jahr 2017 wurden für Sondereinsatzkräfte (115 Stück beschafft) und die drei Bereitschaftspolizei-Abteilungen (300 Stück beschafft) Sturmgewehre des Typs SIG MCX (Kal. 5,56 × 45 mm NATO) bestellt und 2018 eingeführt.

### Drohnen
Das Kriminaltechnische Institut des Landeskriminalamtes verfügt über zwei Polizeidrohnen (UAS-Pol) für Tatortaufnahmen, zur Videodokumentation, für georeferenzierte Aufnahmen und Übersichts- und Detaildarstellungen für Einsatzplanungen und zur Fluchtwegdokumentation. Die erste Drohne wurde 2009 eingeführt und 118 Mal im Jahr 2016 eingesetzt, die zweite wurde im Jahr 2017 in Betrieb genommen.

### Digitaler Funk
In Berlins Stadtgebiet gab es im Jahr 2015 insgesamt 48 Sendeanlagen um den Digitalfunk der Berliner Polizei sicherzustellen. Etwa 16.500 Endgeräte haben Zugriff auf das Funksystem.
Seit 2016 befindet sich das Projekt Kooperative Leitstelle Berlin in Umsetzung, das die Einsatzleitstellen der Polizei Berlin und der Berliner Feuerwehr vereinen soll. Die kooperative Leitstelle soll 600 Mitarbeiter von Polizei und Feuerwehr umfassen und 2024[veraltet] in Betrieb gehen. Sie soll insgesamt 83 Millionen Euro kosten, wovon 47 Millionen auf Baumaßnahmen entfallen. Die Polizei Berlin plant einen Neubau, in dem auf 9000 Quadratmetern 138 Leitstellensarbeitsplätze untergebracht werden sollen.

### Informationssysteme
Die Berliner Polizei verwendet seit 2005 das zentrale IT-Verfahren POLIKS (Polizeiliches Landessystem zur Information, Kommunikation und Sachbearbeitung). Rund 300.000 Transaktionen werden hierüber täglich bewältigt. Das IT-System dient allen Bereichen der Vollzugspolizei und kommt als Schnittstelle zu anderen IT-Verfahren des Landes (z. B. EWW, Automatisiertes Staatsanwaltschaftliches Auskunftssystem) und des Bundes (z. B. BKA-Anwendungen (INPOL-neu), Kraftfahrt-Bundesamt-Verfahren (ZEVIS), Ausländerzentralregister, Bundeszentralregister) zum Einsatz. POLIKS gliedert sich in die Bestandteile Vorgangsbearbeitung (Strafanzeigen, Verkehrsunfälle usw.) und Informationssystem (Auskunft und Recherche- und Statistikfunktionen).

### Body-Cams
Im Sommer 2021 wurden unter Berufung auf das ASOG Bln erstmals Body-Cams in Betrieb genommen.

## Ausbildung

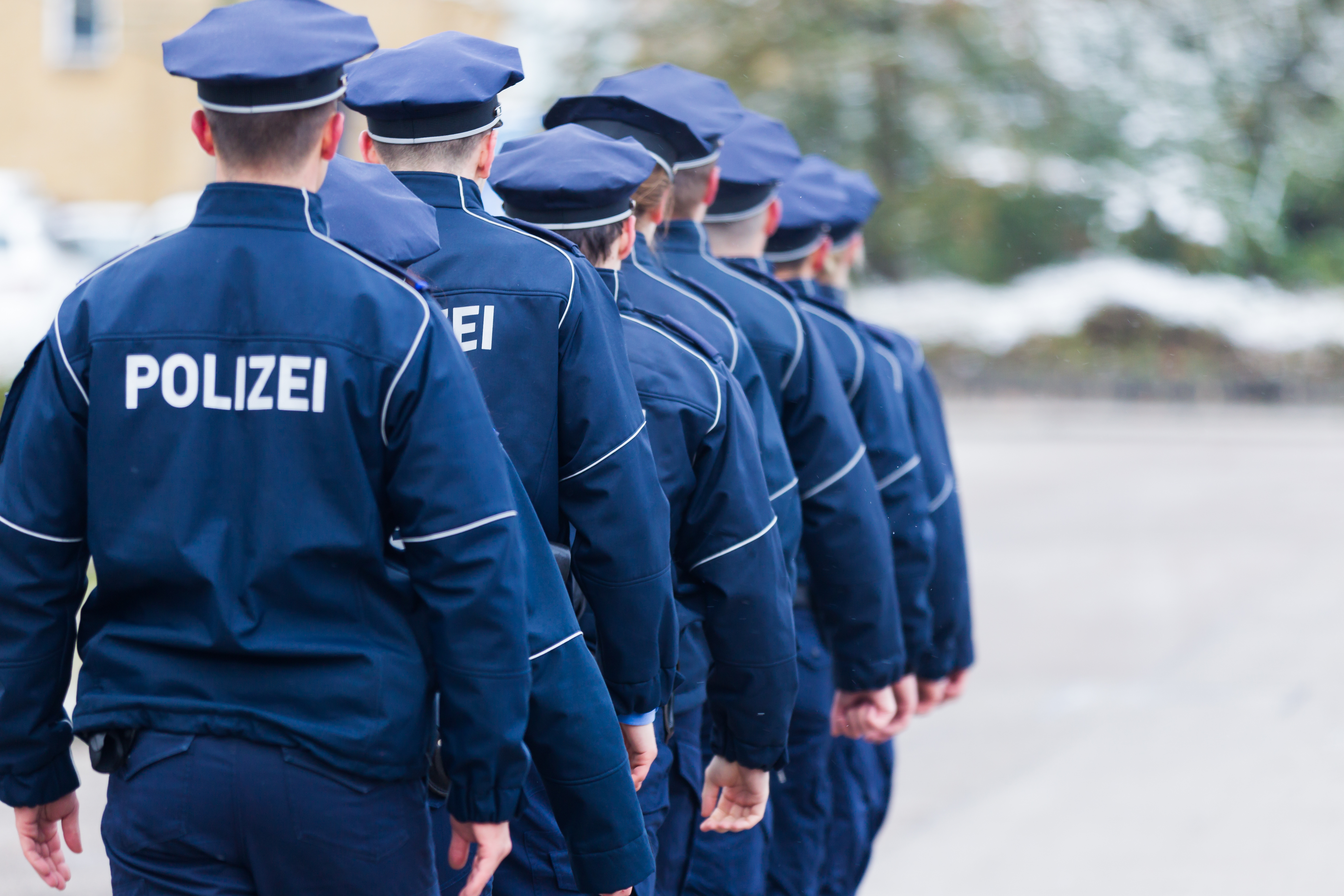
Polizeischüler der Polizei Berlin

### Polizeiakademie
Die Polizeiakademie Berlin wurde am 1. Dezember 2016 als Nachfolgerin der Landespolizeischule Berlin gegründet und befindet sich im Ortsteil Spandau. Die Liegenschaft umfasst rund 166.000 m². Etwa 230 Ausbilder unterrichten dort rund 2500 Auszubildende in zwei Häusern und einer Schwimm-/Sporthalle. Die Polizeiakademie ist auch für die Fortbildung von Personal im mittleren Dienst zuständig.

### Trainingszentren
Von 1994 bis 2007 übernahm die Berliner Polizei von den britischen Alliierten die Fighting City am Ruhlebener Schanzenwald, in der das britische Militär den Häuserkampf trainierte. Das Kampfdorf wurde zur Übung des Häuserkampfs errichtet. Es waren typische städtische Situationen nachgebaut: kleine Häuser, Hochhäuser, eine Kirche, Supermarkt, Tankstelle, Telefonzellen, ein Bahndamm mit ein paar U-Bahnwagen darauf. Das Übungsgeschehen konnte über Videokameras und Lautsprecher von einer Zentrale aus beobachtet und gelenkt werden.

## Einsätze

### Strafverfolgung und Aufklärungsquoten
Entsprechend ihrem Auftrag geht die Strafverfolgungsbehörde gegen ordnungswidrige und strafbare Handlungen vor, ermittelt Betroffene und Täter und analysiert Tatmuster. U. a. zur Analyse der Kriminalität und einzelner Deliktsarten wird jährlich die Polizeiliche Kriminalstatistik Berlin (PKS) erstellt. Diese Kriminalstatistik ist eine statistische Zusammenstellung aller der Berliner Polizei im Betrachtungsjahr bekannt gewordenen strafrechtlichen Sachverhalte. So wurde 2010 von der Berliner Polizei eine Gesamtfallzahl von 475.021 Straftaten und damit die niedrigste Anzahl an Fällen seit der Wiedervereinigung im Jahr 1990 festgestellt.
Im Jahr 2016 wurden in Berlin insgesamt 568.860 Straftaten registriert. Die häufigsten Delikte 2016 waren Diebstahl (270.880 Fälle), Betrug (90.254), Sachbeschädigung (44.066) und Körperverletzung (42.847). Die Aufklärungsquote der bearbeiteten Fälle betrug 42,0 %. Es wurden 148.042 Tatverdächtige ermittelt. Der erfasste Schaden durch die festgestellten Straftaten betrug 823,37 Millionen Euro.
Die Aufklärungsquote für das Jahr 2017 betrug 44,2 %.
| Jahr | Erfasste Fälle | Änderung zum Vorjahr | Aufgeklärte Fälle |
| ---- | -------------- | -------------------- | ----------------- |
| 2000 | 557.001        | %                    | 276.706 (49,7 %)  |
| 2001 | 572.272        | %                    | 284.761 (49,8 %)  |
| 2002 | 584.020        | %                    | 297.963 (51,0 %)  |
| 2003 | 563.905        | %                    | 279.979 (49,7 %)  |
| 2004 | 539.667        | %                    | 261.738 (48,5 %)  |
| 2005 | 509.175        | %                    | 243.232 (47,8 %)  |
| 2006 | 496.797        | %                    | 249.338 (50,2 %)  |
| 2007 | 496.163        | %                    | 250.140 (50,4 %)  |
| 2008 | 482.765        | −2,7 %               | 238.840 (49,5 %)  |
| 2009 | 487.096        | +0,9 %               | 245.063 (49,4 %)  |
| 2010 | 475.021        | −2,5 %               | 229.905 (48,4 %)  |
| 2011 | 494.385        | +4,1 %               | 227.885 (46,1 %)  |
| 2012 | 495.297        | +0,2 %               | 221.309 (44,7 %)  |
| 2013 | 503.165        | +1,6 %               | 219.722 (43,7 %)  |
| 2014 | 543.156        | +7,9 %               | 243.912 (44,9 %)  |
| 2015 | 569.549        | +4,9 %               | 249.973 (43,9 %)  |
| 2016 | 568.860        | −0,1 %               | 239.130 (42,0 %)  |
| 2017 | 520.437        | −8,5 %               | 229.925 (44,2 %)  |
| 2018 | 511.677        | −1,6 %               | 227.155 (44,4 %)  |
| 2019 | 513.426        | +0,04 %              | 229.532 (44,7 %)  |
| 2020 | 504.142        | −1,8 %               | 232.659 (46,1 %)  |

### Öffentlichkeitsarbeit
Die Pressearbeit der Berliner Polizei vertritt die Polizei gegenüber den Medien. Die Öffentlichkeitsarbeit ist für die polizeiinterne Kommunikation sowie für die öffentliche Kommunikation bei Einsätzen der Polizei über soziale Netzwerke, wie beispielsweise Facebook und Twitter, verantwortlich.
Unter dem Hashtag #24hPolizei twitterte die Berliner Polizei 24 Stunden lang vom 6. bis zum 7. Juni 2014 sämtliche in der Einsatzleitzentrale ausgelösten Polizeieinsätze. Seither wird die Aktion jährlich wiederholt.

### Besondere Fälle

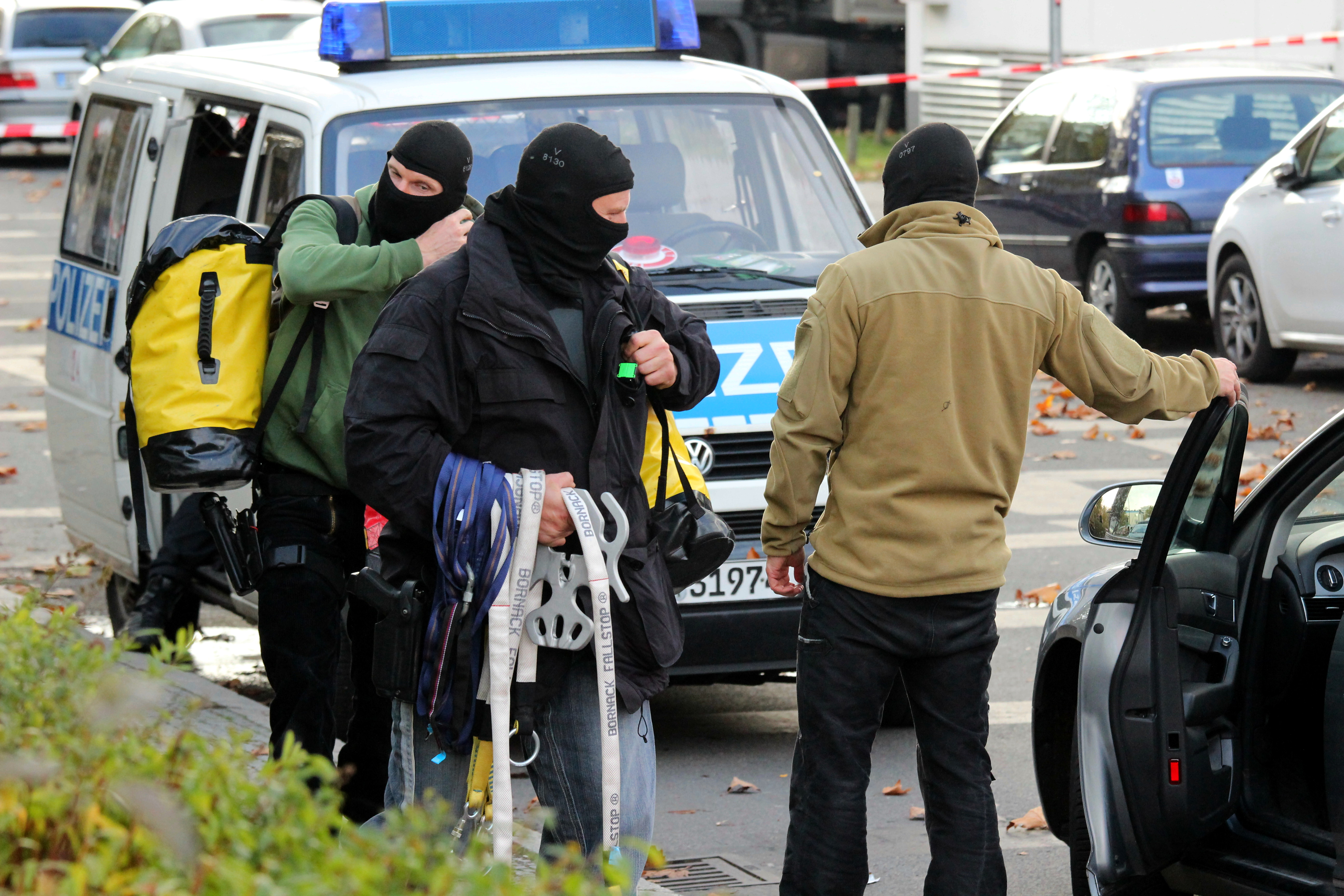
Vorbereitung eines Spezialeinsatzkommandos (SEK)

- Am 1. Mai 1987 kam es nach einem Straßenfest von AL und SEW erstmals zu heftigen Ausschreitungen rund um das Kottbusser Tor, in deren Verlauf der U-Bahnhof Görlitzer Bahnhof verwüstet, 36 Geschäfte geplündert sowie 77 Polizei- und 16 Feuerwehrfahrzeuge beschädigt wurden.[53] Seitdem kommt es regelmäßig zu Ausschreitungen am Ersten Mai in Kreuzberg. Hierbei wird die Berliner Polizei, wie auch bei anderen Großveranstaltungen, in der Regel durch Polizeikräfte aus anderen Bundesländern sowie im Rahmen der Amtshilfe durch die Bundespolizei unterstützt. Zu Zwecken der Deeskalation kommen seit 2000 speziell geschulte Mitarbeiter des Anti-Konflikt-Teams zum Einsatz.
- Zu den jährlich personalintensivsten Einsätzen der Berliner Polizei zählen u. a. die Begleitung diverser Demonstrationen im Stadtgebiet und die Absicherung von Fußballspielen.
- Die Fahndung nach Kaufhauserpresser „Dagobert“, Arno Funke, 1992–1994.
- Die Fahndung nach dem „Bombenleger“ Peter John, 2008.
- Zu den größten Erfolgen der Drogenfahndung seit 1990 zählt ein Heroin-Fund (80 kg) im Jahr 2016 und eine Beschlagnahmung von Marihuana (256 kg) im Jahr 2017.[54][55]
- Aufklärung des Einbruchsdiebstahls der 100-kg-Goldmünze Big Maple Leaf vom März 2017 durch Angehörige des Remmo-Clans aus dem Bode-Museum im Juli 2017.[56][57]

### G20-Gipfel in Hamburg
Im November 2017 sorgten Einsatzkräfte der Berliner Polizei bei dem G20-Gipfel in Hamburg für einen Eklat. Öffentlich bekanntgewordene, ausschweifende Feieraktivitäten während der dienstfreien Zeit hatten zur Folge, dass vorübergehend drei Hundertschaften vom Einsatzort abgezogen wurden.

## Erhebung von Dienstunfällen
Dienstunfälle von Polizeikräften und tariflich Beschäftigten werden in einer eigenen Abteilung statistisch erhoben. Das Erfassungsmodell wurde jedoch in der Vergangenheit kritisiert, da eine Auswertung von Daten, die seitens der Dienstunfallfürsorgestelle übermittelt wurden, technisch nicht mehr möglich ist. Dadurch sind die erfassten Daten ungenau.
Die Polizei Berlin ist zugleich Anerkennungsstelle für Dienstunfälle bei der Berliner Feuerwehr.

## Trivia

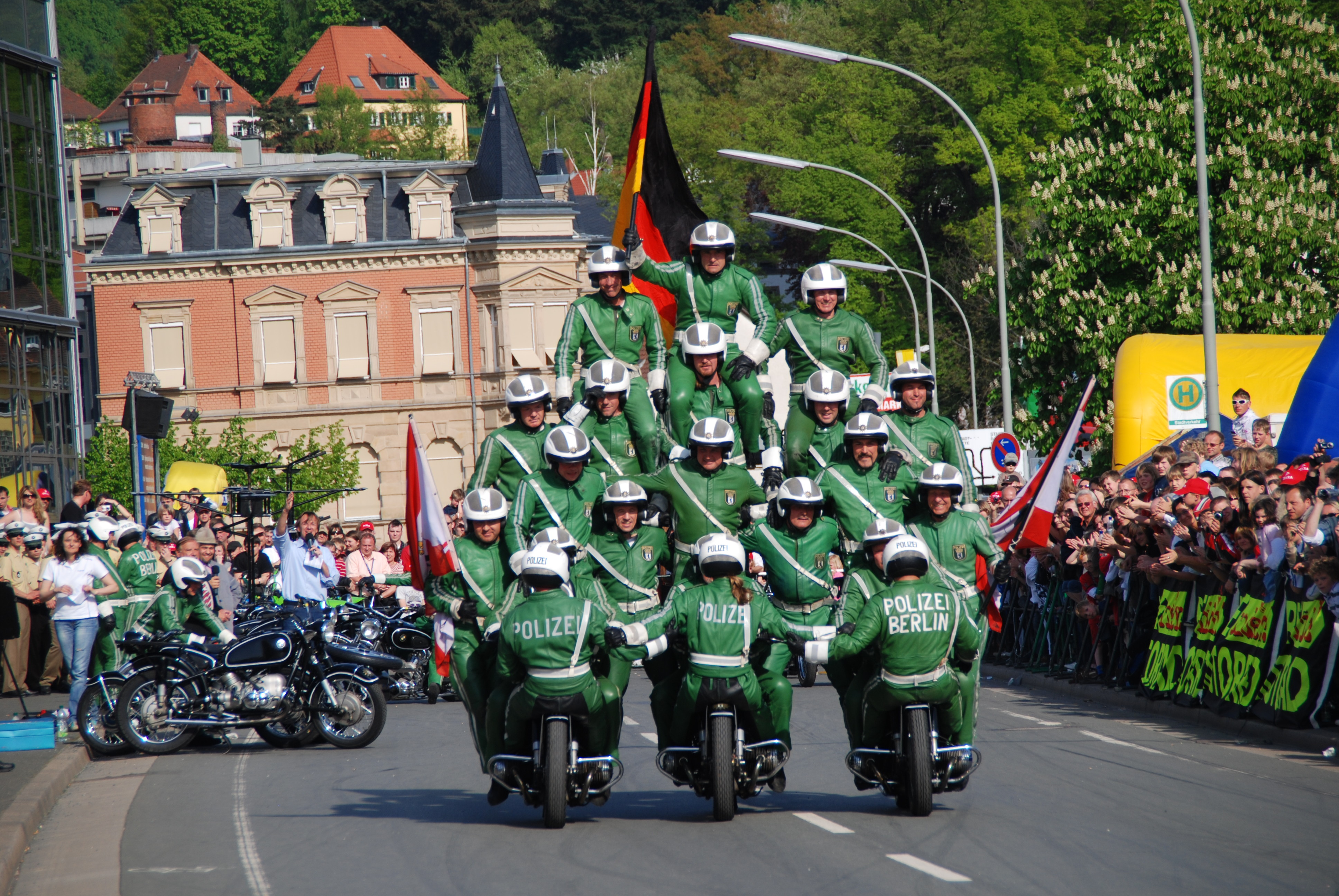
Motorradsportgruppe (1954–2013)

- In Berlin wurde eine Polizeihistorische Sammlung eingerichtet, die einen Überblick über acht Jahrhunderte Berliner Polizeigeschichte bietet.[60]
- Eine Besonderheit der in West-Berlin entstandenen Polizei war deren Motorradsportgruppe, auch MoSpoGru genannt. In fast 60 Jahren trat die Gruppe mit Pyramidenfahrten und Akrobatik auf zwei Rädern bei mehr als 1000 Veranstaltungen auf. 2013 wurde das Team aufgelöst.[61]
- Da die Telefonnummer der Telefonanlage von Berlin 4664 der Vorwahl der Gemeinde Neukirchen (Nordfriesland) (04664) ähnlich ist, passiert es (Stand: 2015) regelmäßig, dass für die Polizei gedachte Kommunikation z. B. im Friseursalon ankommt.[62][63]